# We Are the World
"We Are The World" (em português: "Nós somos o mundo") é uma canção composta por Michael Jackson e Lionel Richie, gravada em 28 de janeiro de 1985 por 45 cantores norte-americanos, no projeto USA for Africa, que tinha como objetivo arrecadar fundos para o combate à fome e as doenças no continente africano, inspirados pelo festival Live Aid (organizado pelo músico irlandês Bob Geldof).
O single, o álbum e o videoclipe renderam cerca de 55 milhões de dólares. O maestro Quincy Jones fez o arranjo da canção e também a regência do grupo vocal. A vendagem atingiu 7 milhões de cópias só nos Estados Unidos, fazendo da composição um dos singles mais vendidos de todos os tempos.
A canção foi lançada em 7 de março de 1985 como single (única faixa) do álbum. Um sucesso comercial internacional, liderou diversas paradas musicais em todo o mundo, tornando-se o single mais rapidamente difundido na história da música pop. Além disso, foi também o primeiro single certificado com "platina múltipla" e "platina quádrupla" pela Recording Industry Association of America (RIAA).
A iniciativa desencadeou no Brasil a campanha Nordeste Já, inspirada pela ideia original da canção norte-americana. Em 1987, a Rede Globo, no programa Fantástico, lançou o videoclipe da música "Viver Outra Vez" em benefício da campanha em combate à AIDS, no qual participaram vários cantores populares em evidência no país.
Em 12 de janeiro de 2010, após a devastação causada por um sismo de magnitude 7.0 no Haiti, um grande grupo de artistas foi reunido para regravar a canção, lançada como "We Are the World 25 for Haiti".

## Antecedentes e composição
Antes da composição de "We Are the World", o ativista e ator estadunidense Harry Belafonte já havia sugerido um projeto de caridade envolvendo artistas em evidência da indústria musical à época. Belafonte havia planejado, inclusive, doar as arrecadações para uma organização chamada "United Support of Artists for Africa" (USA for Africa). A organização sem fins lucrativos seria responsável por encaminhar recursos aos necessitados no continente africano, especialmente na Etiópia, onde a fome vitimava cerca de 1 milhão de pessoas por ano (segundo dados da década de 1980). A ideia foi inspirada por "Do They Know It's Christmas?", do supergrupo britânico Band Aid. Havia também a intenção de distribuir recursos para combater a fome nos Estados Unidos. O empresário de mídia Ken Kragen foi contatado por Belafonte, que convidou Lionel Richie e Kenny Rogers para desenvolver o projeto. Kragen e os dois músicos – empresariados por ele à época – aceitaram participar do projeto e incluíram também o nome de Stevie Wonder, visando endossar a campanha. Quincy Jones, dividindo-se também com a produção de The Color Purple, assumiu a co-produção da canção. Em seguida, Richie convidou pessoalmente Michael Jackson, que acabara de lançar o álbum Thriller.
Jackson disse que não queria somente participar da gravação, como também da composição da canção. Sendo assim, foi concordado que a parceria de "We Are the World" seria entre Jackson, Richie e Wonder. No entanto, por conta do tempo limitado deste último, Jackson e Richie assumiram a composição da música sozinhos. As primeiras reuniões entre os cantores ocorreram em Hayvenhurst, a famosa residência da Família Jackson em Encino, Califórnia. Durante uma semana inteira, os dois passaram noites trabalhando na letra e melodia da canção, desejando algo simples e também memorável. Posteriormente, La Toya, irmã mais velha de Michael, afirmaria à revista People que Richie só escreveu alguns versos da faixa.
Richie havia gravado duas melodias para "We Are the World", às quais Jackson acrescentou música e letra. Jackson afirmou: "Eu amo trabalhar rapidamente. Fui em frente mesmo sem Lionel saber, não consegui esperar. Comecei e terminei a noite com a canção já completa – percussão, piano, cordas e a letra do refrão". Jackson, então, apresentou seu demo a Richie e Jones, que ficaram impressionados com a agilidade e facilidade de composição do Rei do Pop. Contudo, a música só viria a ser concluída em 21 de janeiro de 1985, um dia antes da data marcada para a gravação em estúdio. Um fato curioso é que o verso: "There's a choice we're making, we're saving our own lives, it's true" é semelhante aos versos da canção natalina "Do You Hear What I Hear?".

## Gravação

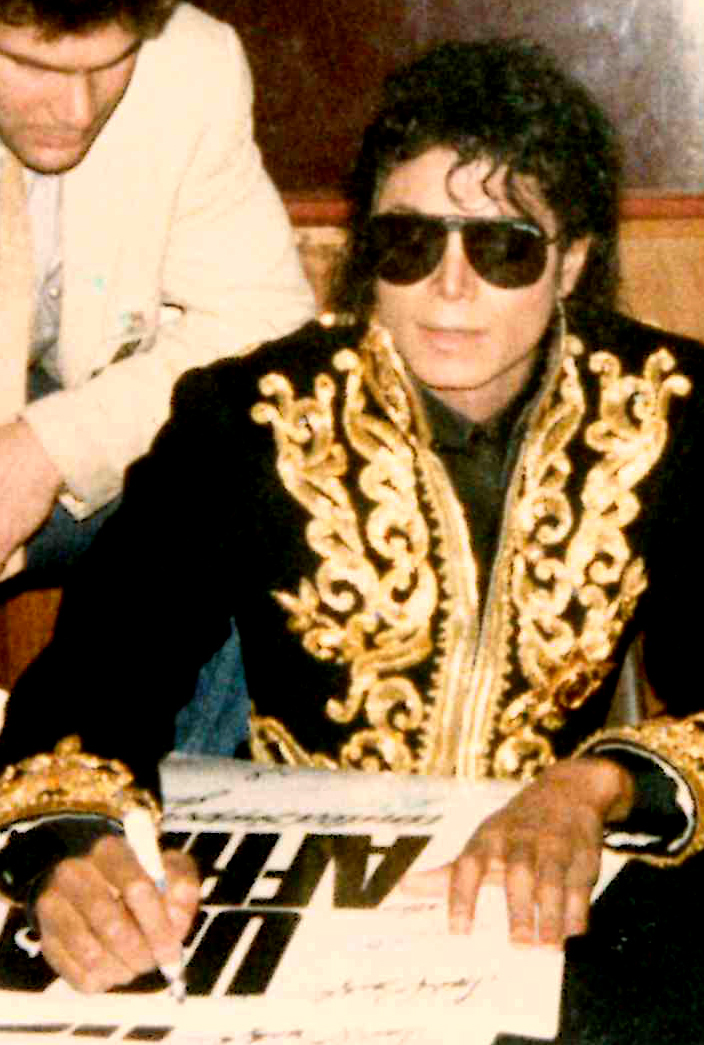
Michael Jackson autografando um poster de 'We Are The World' no A & M Studios, Hollywood, California em 1985, fotografado por Francis do www.PacificProDigital.com

A primeira noite de gravação, em 22 de janeiro de 1985, foi marcada pela ampla equipe de segurança, uma vez que Richie, Jackson, Wonder e Jones haviam começado os preparativos no Lion Shares Recording Studio, de propriedade de Kenny Rogers. O estúdio, localizado em Beverly Hills, estava repleto de músicos, técnicos, assistentes de produção, entre outros membros de equipe de cada um dos cantores. Inicialmente, Richie e Jackson gravaram a voz guia e distribuíram em fita cassete para cada um dos artistas convidados.
Em seguida, dando continuidade à parte vocal, Jackson e Jones pensaram em uma alternativa para os versos: "There's a chance we're taking, we're taking our own lives"  (que seria gravado por Diana Ross). Jones sugeriu alterar somente algumas palavras ao invés de todo o verso. "Algo que nós não queremos fazer, especialmente com este grupo, é pensar que estamos regredindo. Então, realmente 'foi uma escolha que tomamos'. Em torno de 1:30 da manhã, os quatro músicos encerraram a primeira sessão ensaiando as vocalizações melódicas do refrão, incluindo o som "sha-lum sha-lin-gay". Jones decidiu não acrescentar nenhum detalhe à voz guia.
Em 24 de janeiro de 1985, após um dia de folga, Jones distribuiu a fita cassete com a gravação prévia a todos os cantores envolvidos no projeto. Juntamente com as fitas, o rígido produtor musical deixara um recado:
As fitas estão numeradas e não sei expressar o quão importante é não deixá-los sem este material. Por favor, não façam cópias e devolvam-na na noite do dia 28. Nos anos futuros, quando seus filhos perguntarem 'o que meu pai e minha mãe fizeram no combate à fome mundial?', vocês poderão dizer orgulhosamente que esta é a sua contribuição.

## Artistas
Lista dos artistas participantes da gravação:

### Maestro

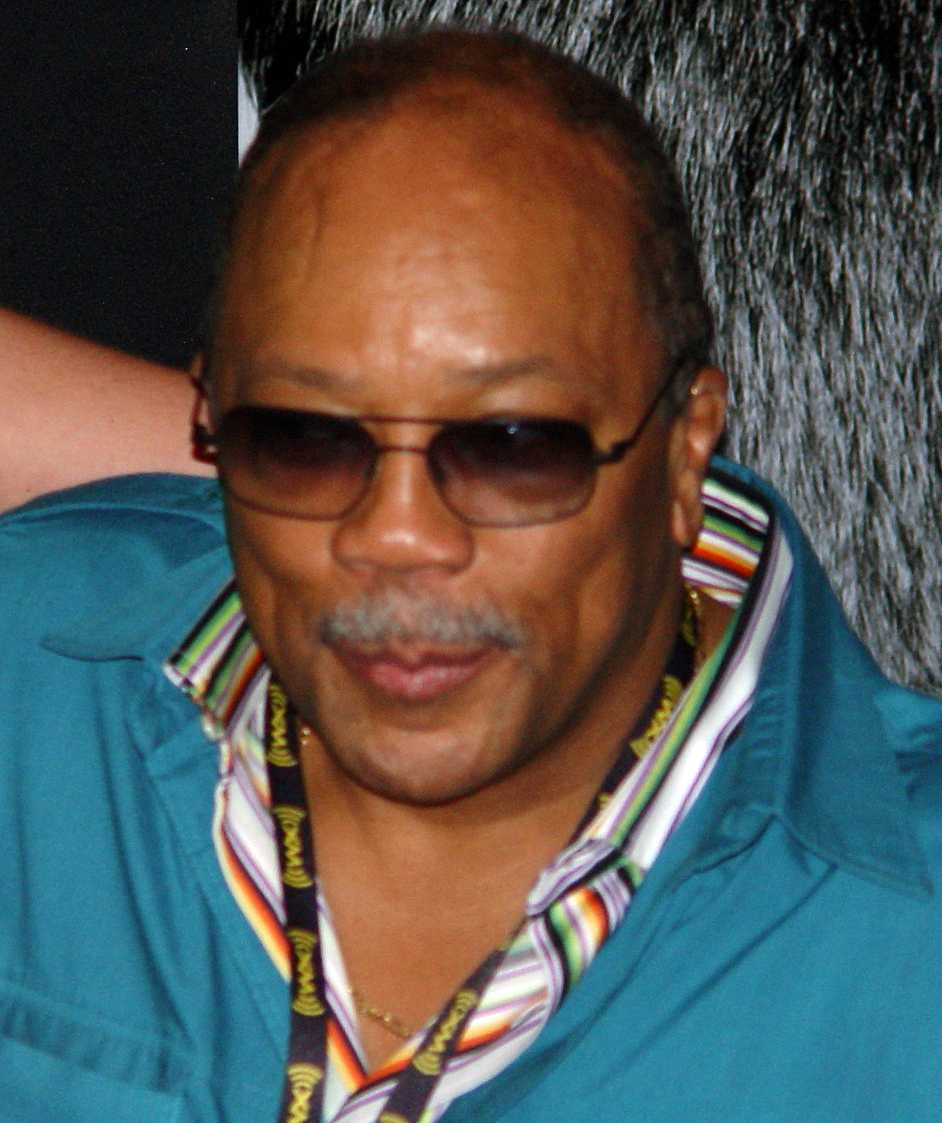
Quincy Jones (1933-2024)

### Vocalistas principais (por ordem de aparição)

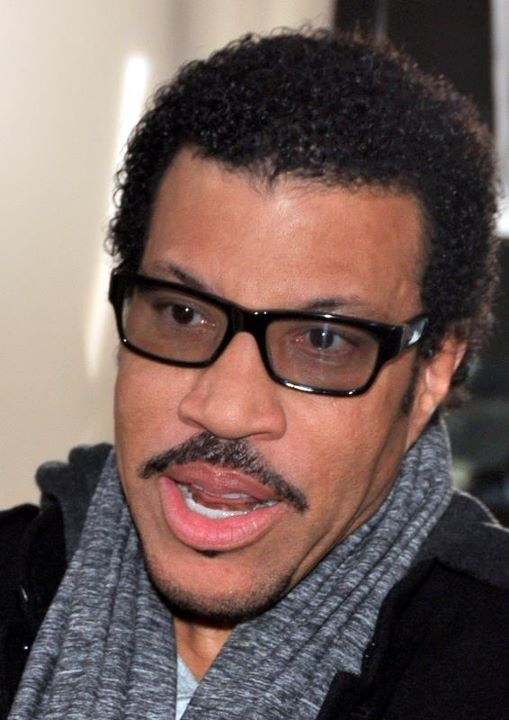
Lionel Richie
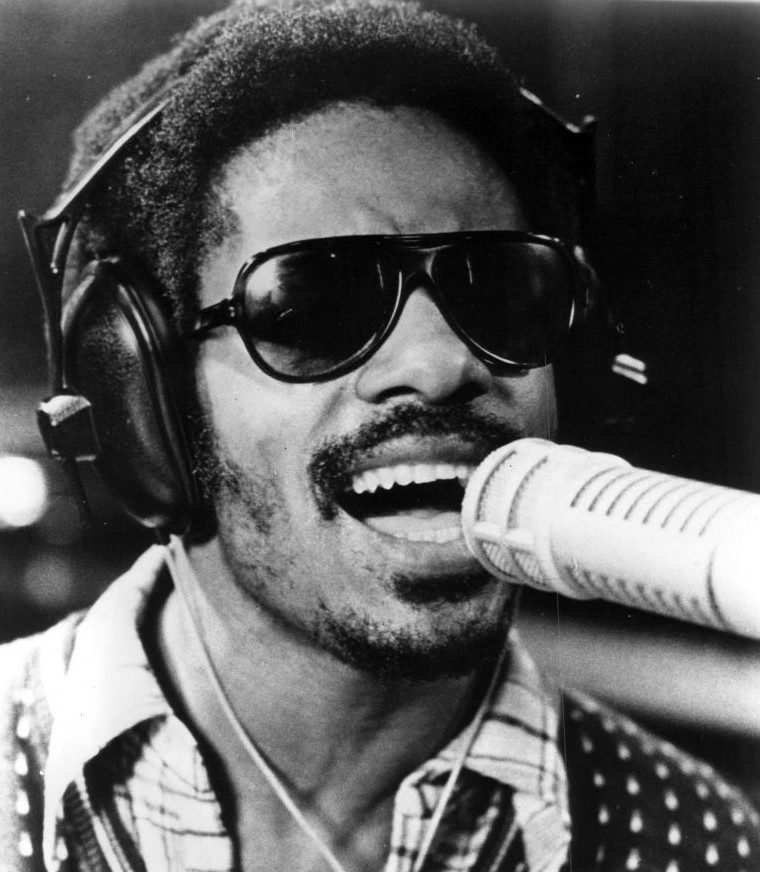
Stevie Wonder
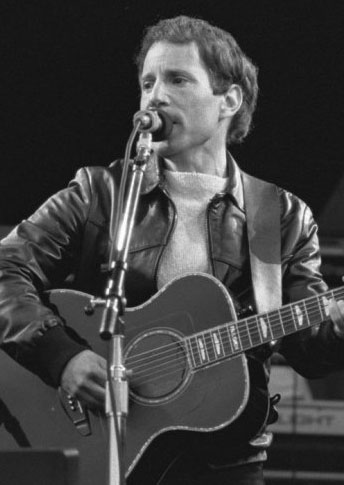
Paul Simon
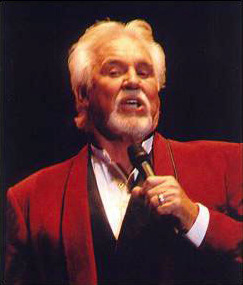
Kenny Rogers (1938–2020)
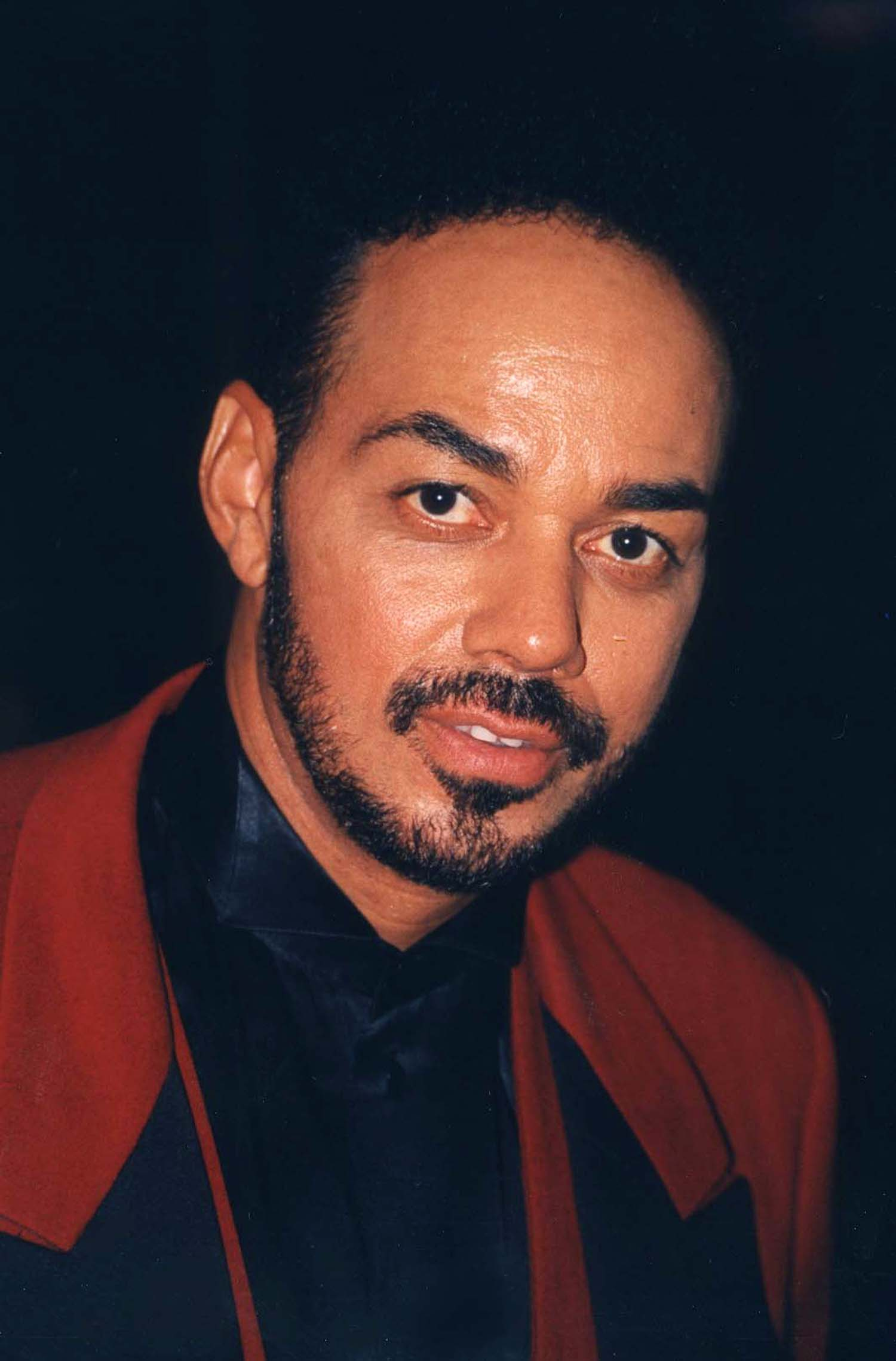
James Ingram (1952–2019)
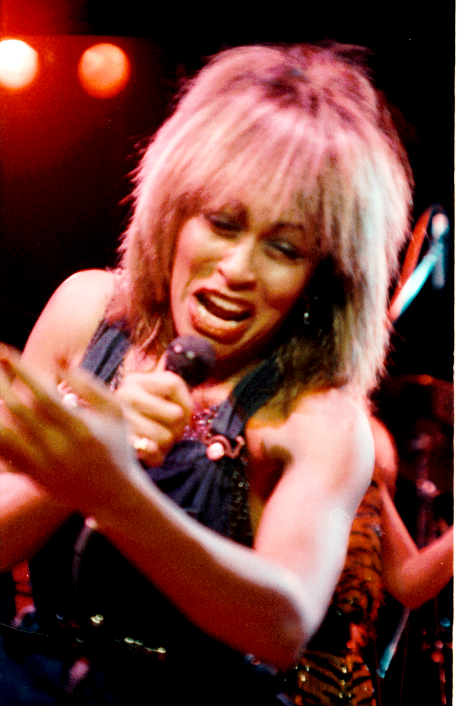
Tina Turner (1939–2023)
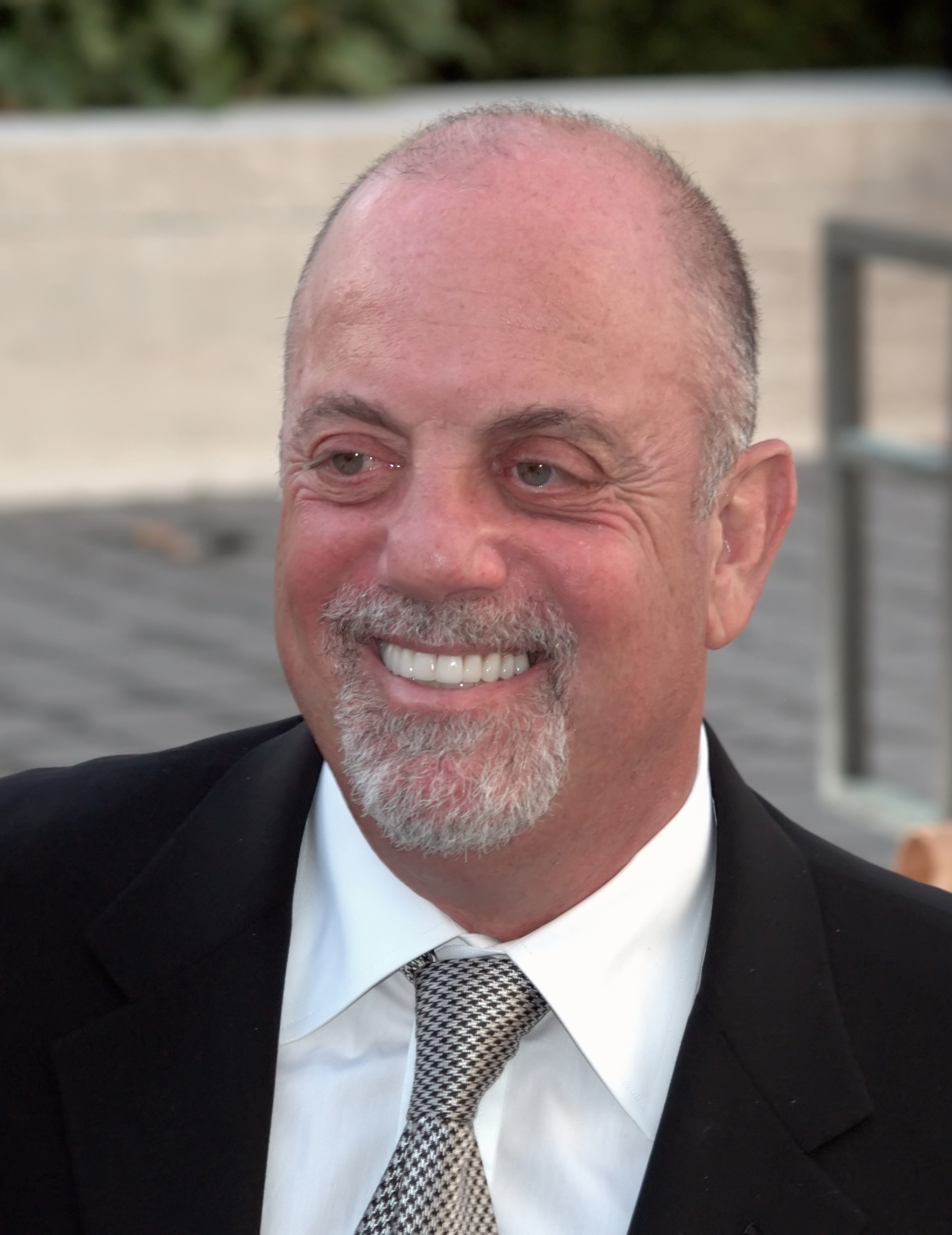
Billy Joel
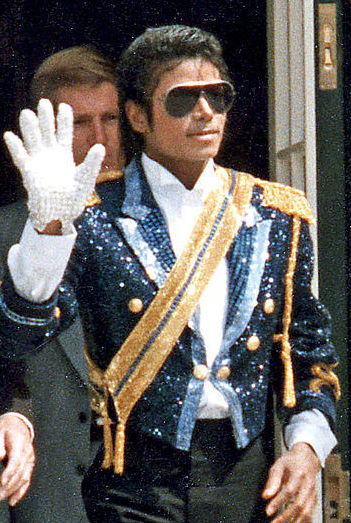
Michael Jackson (1958–2009)
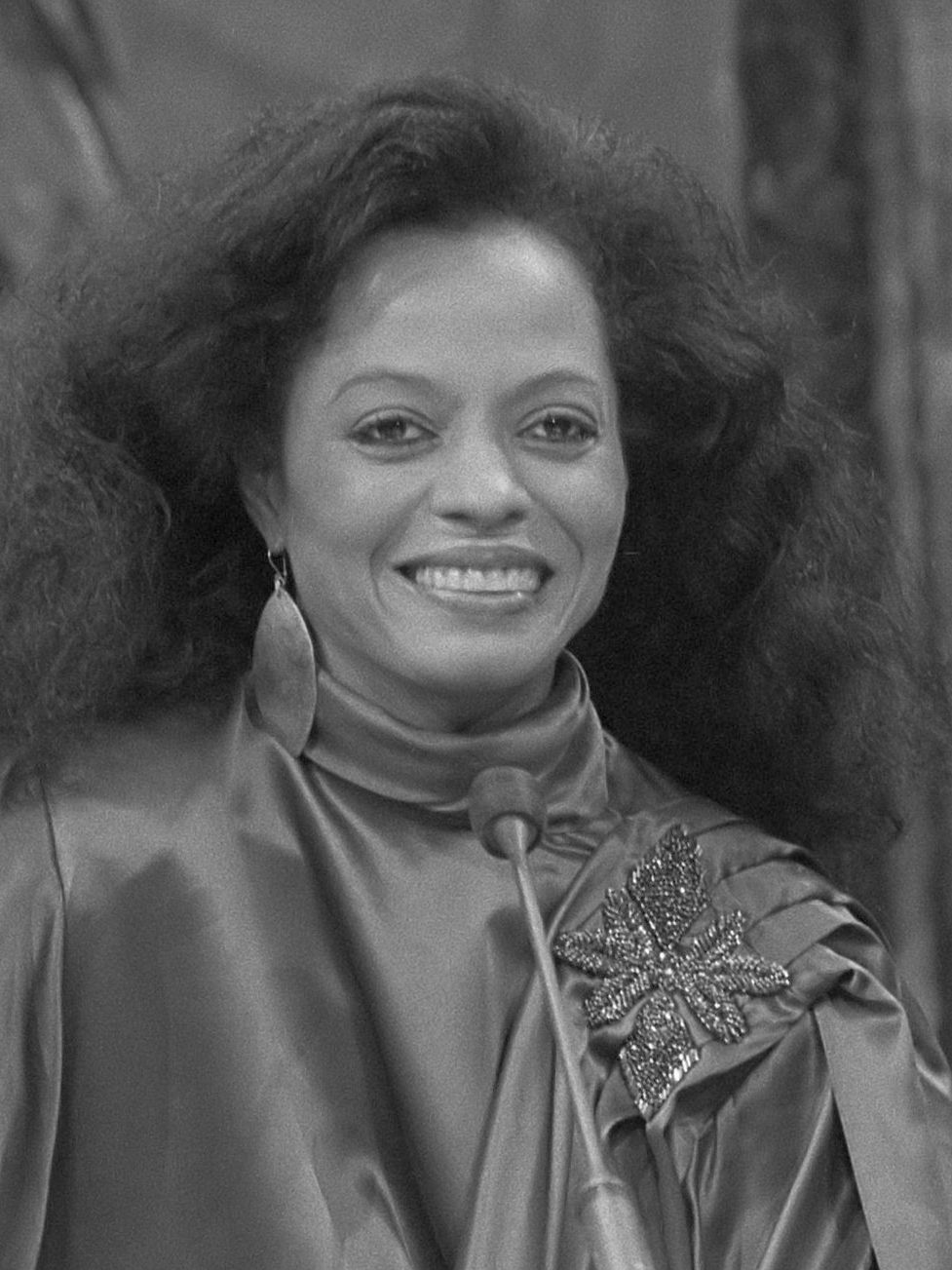
Diana Ross
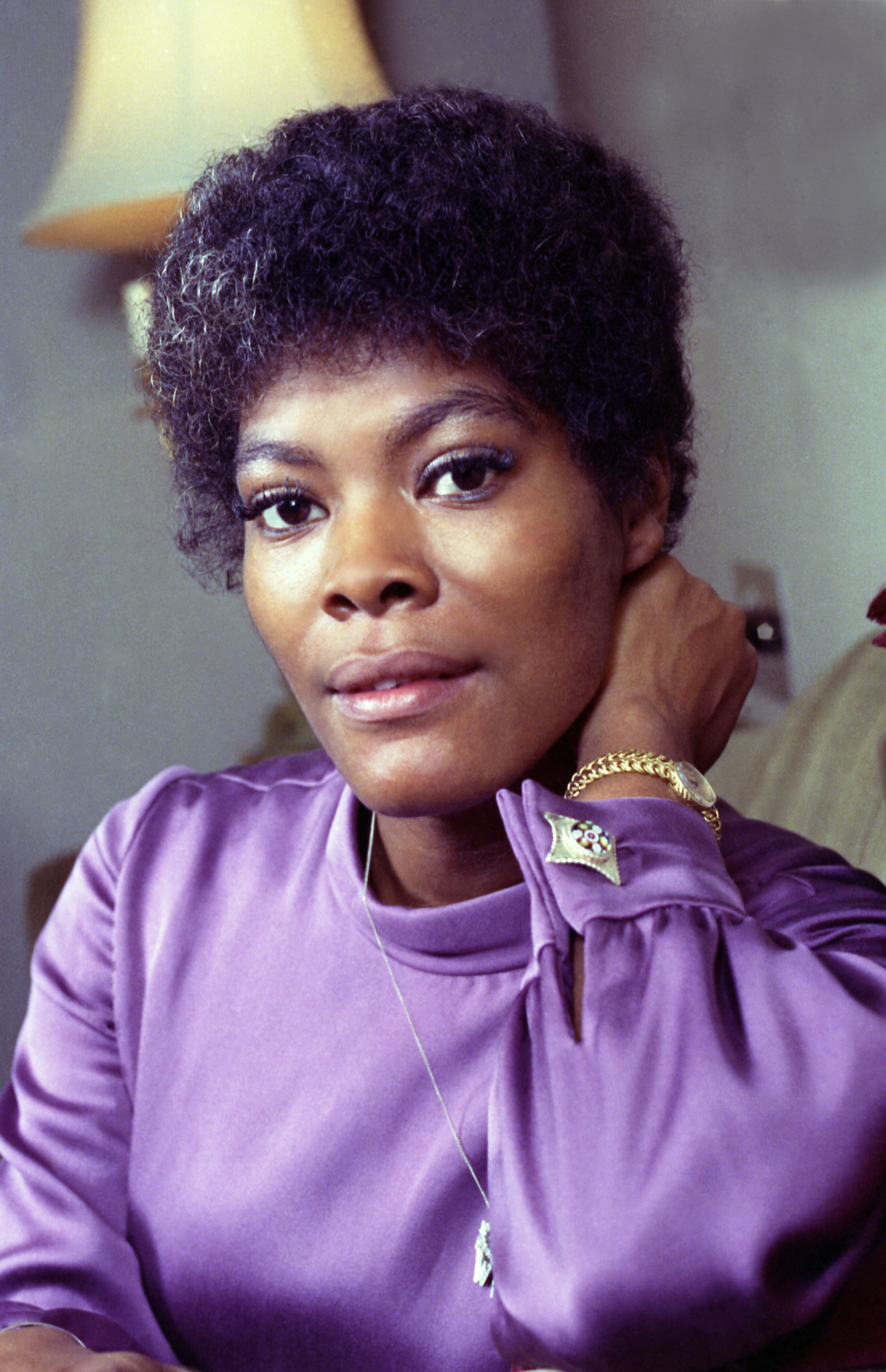
Dionne Warwick
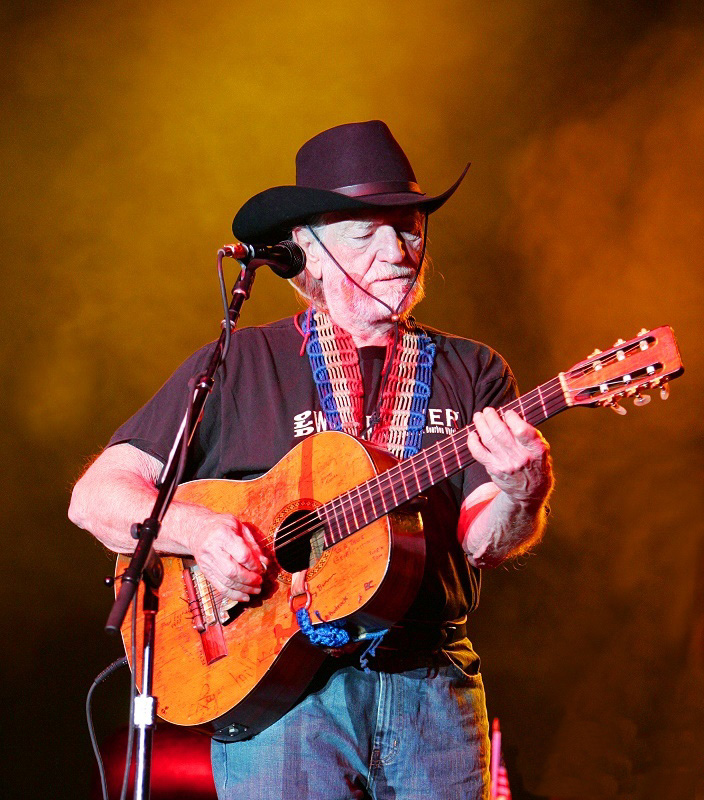
Willie Nelson
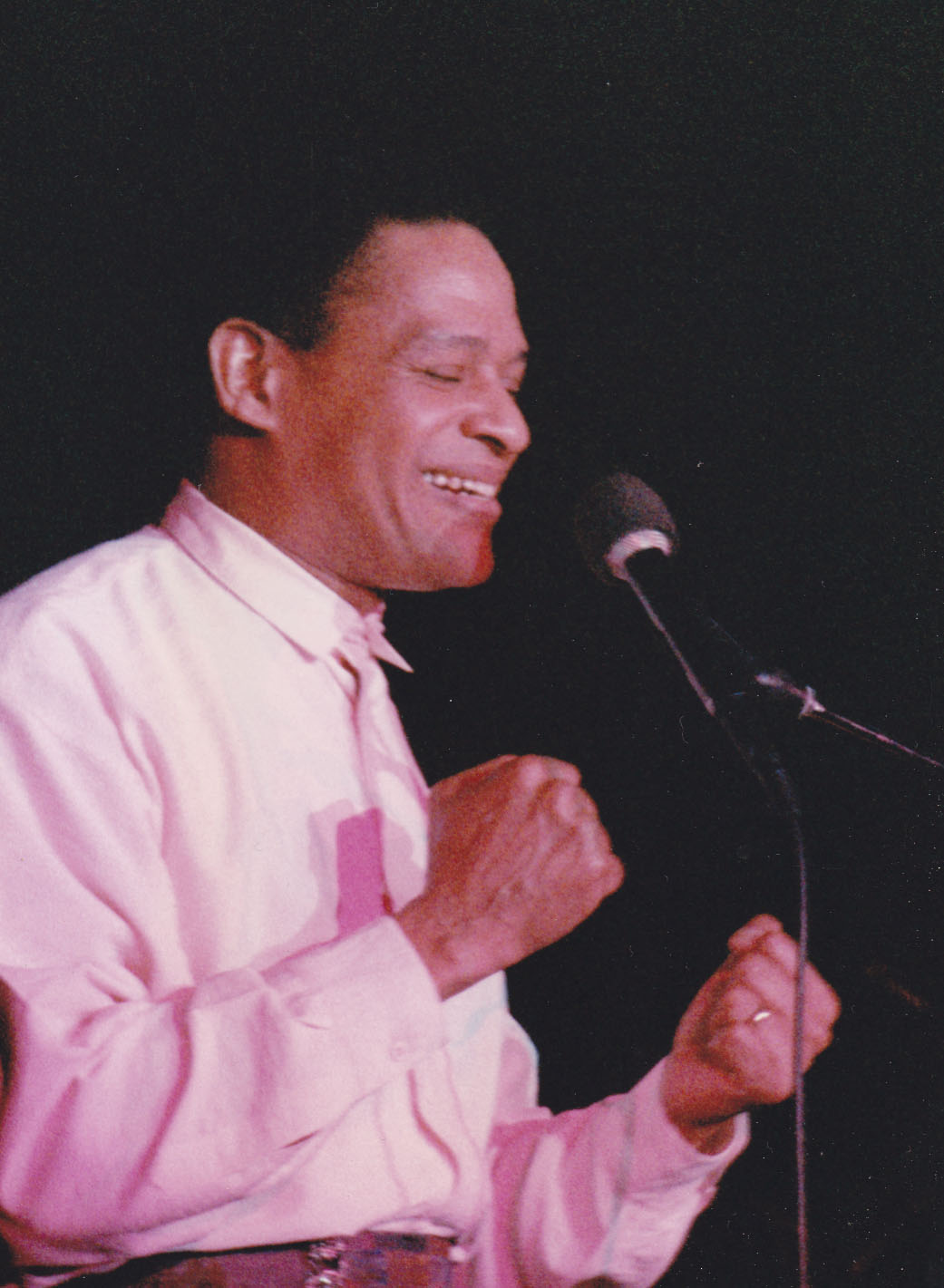
Al Jarreau (1940–2017)
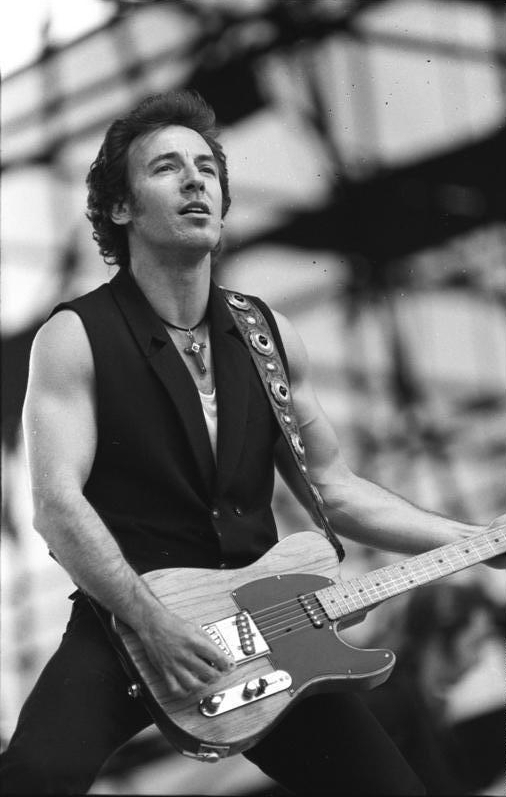
Bruce Springsteen
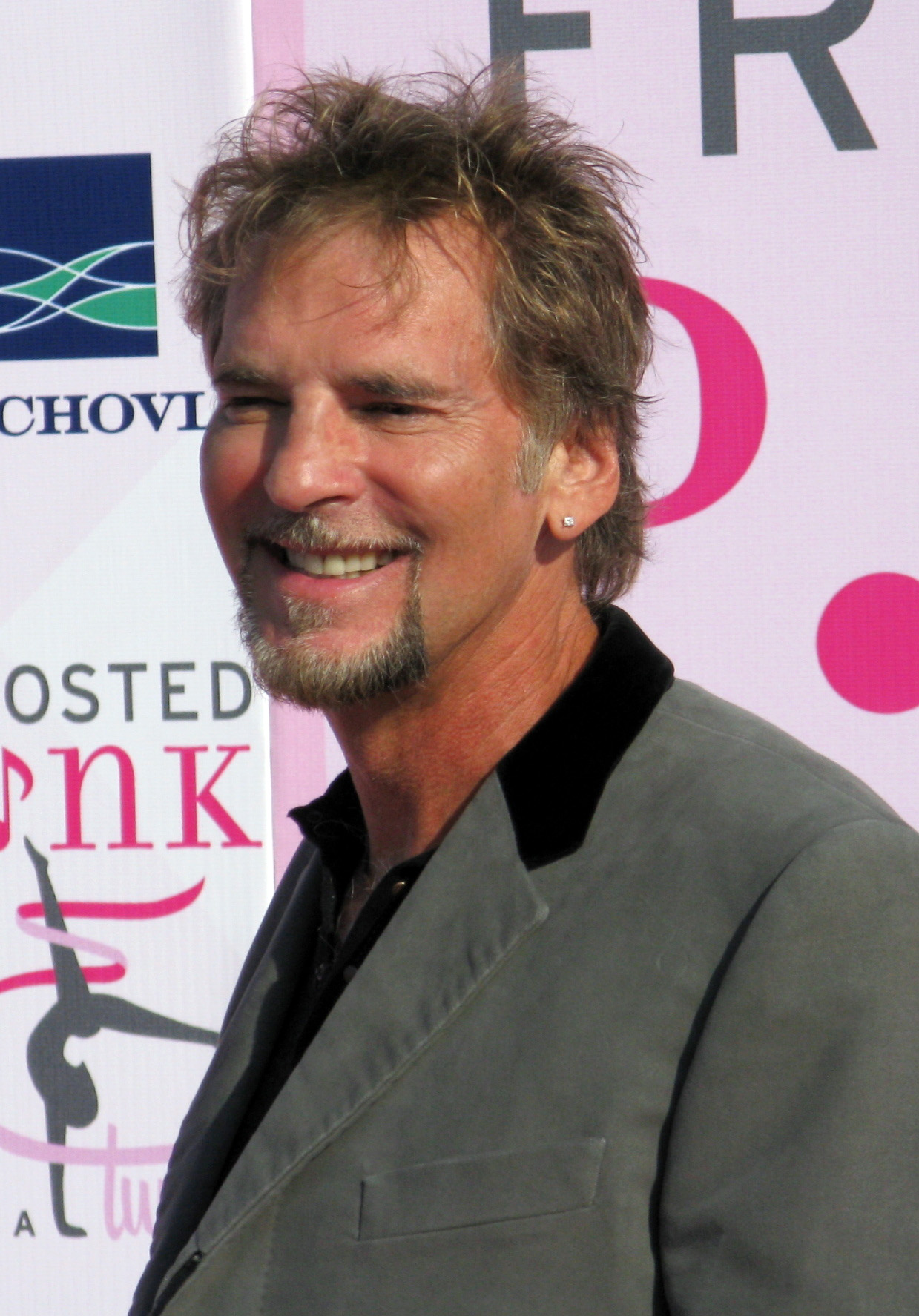
Kenny Loggins
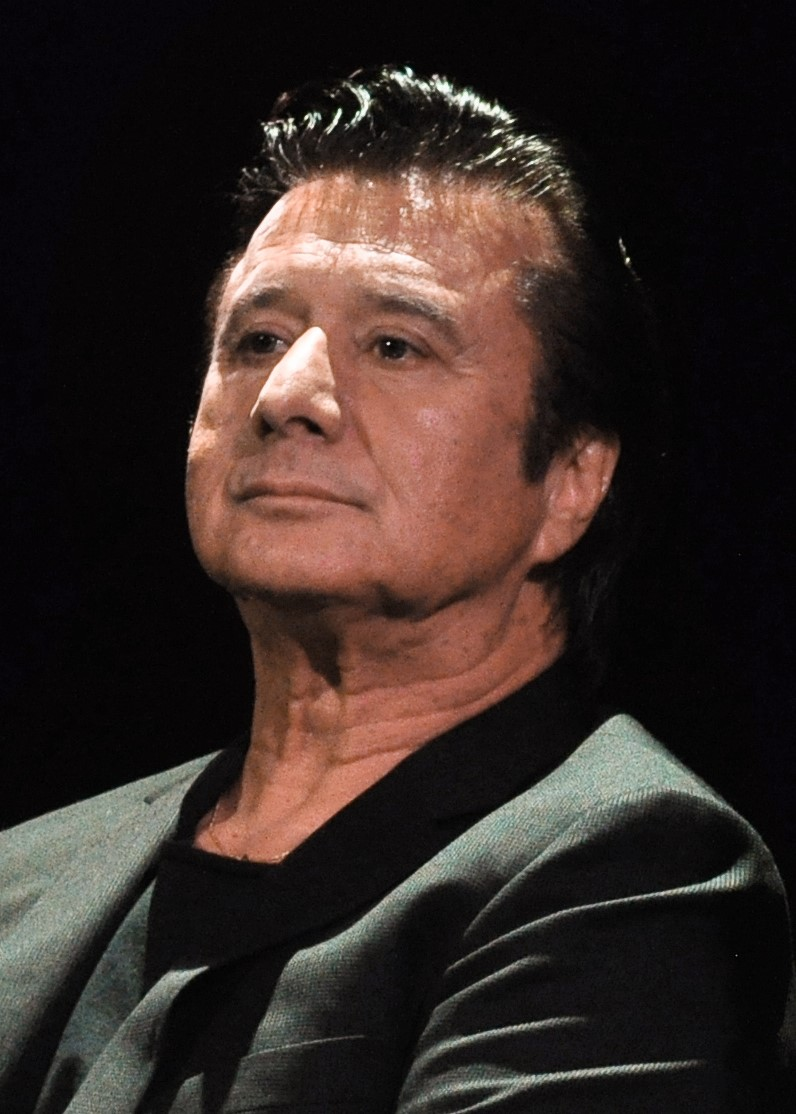
Steve Perry
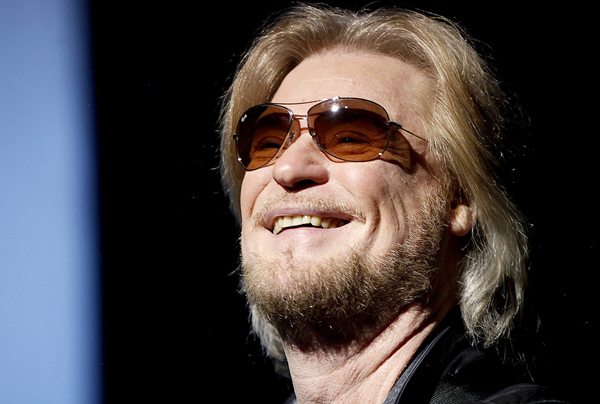
Daryl Hall
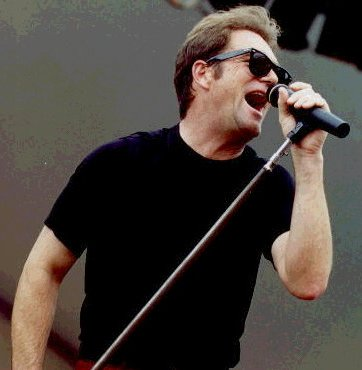
Huey Lewis
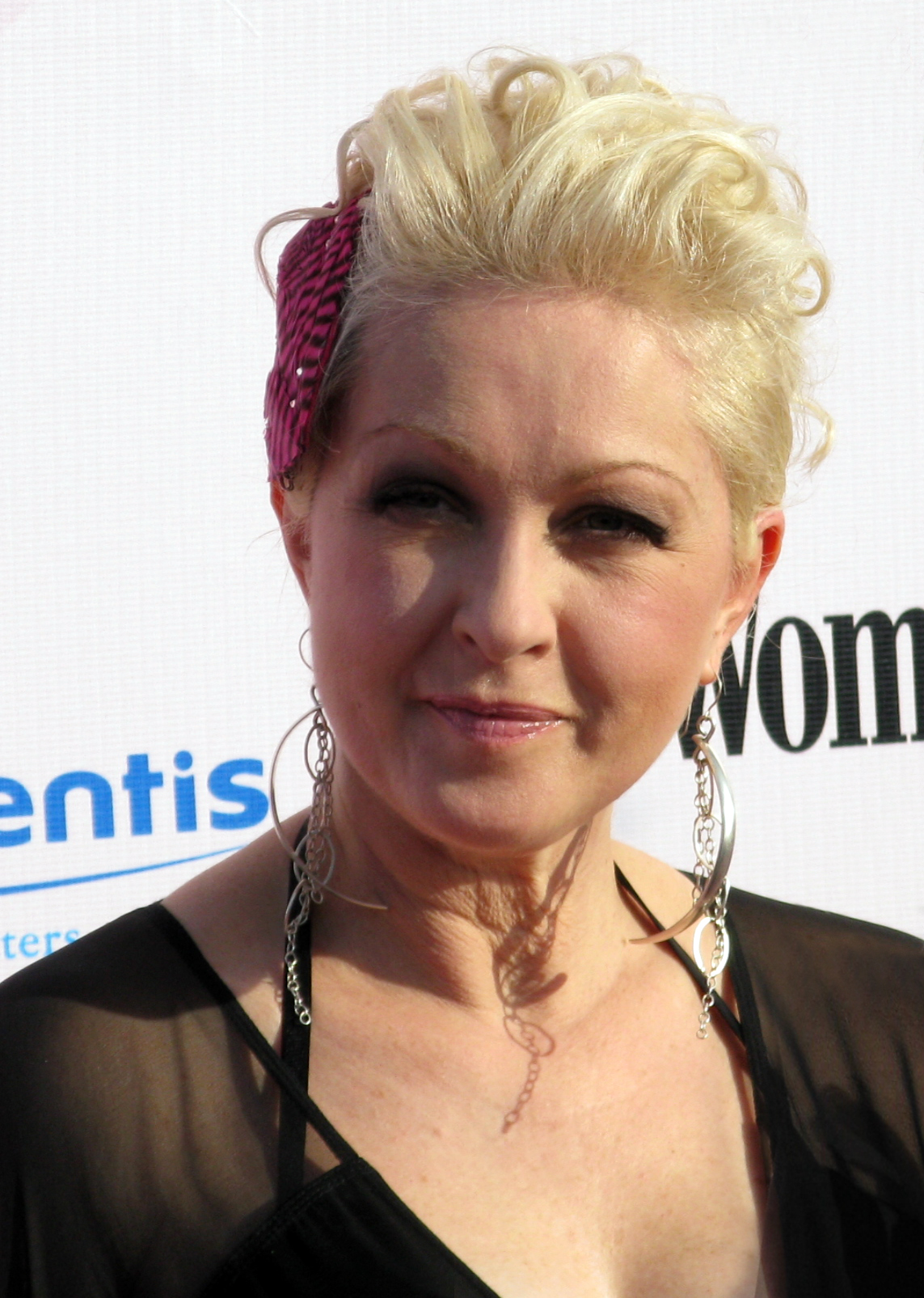
Cyndi Lauper
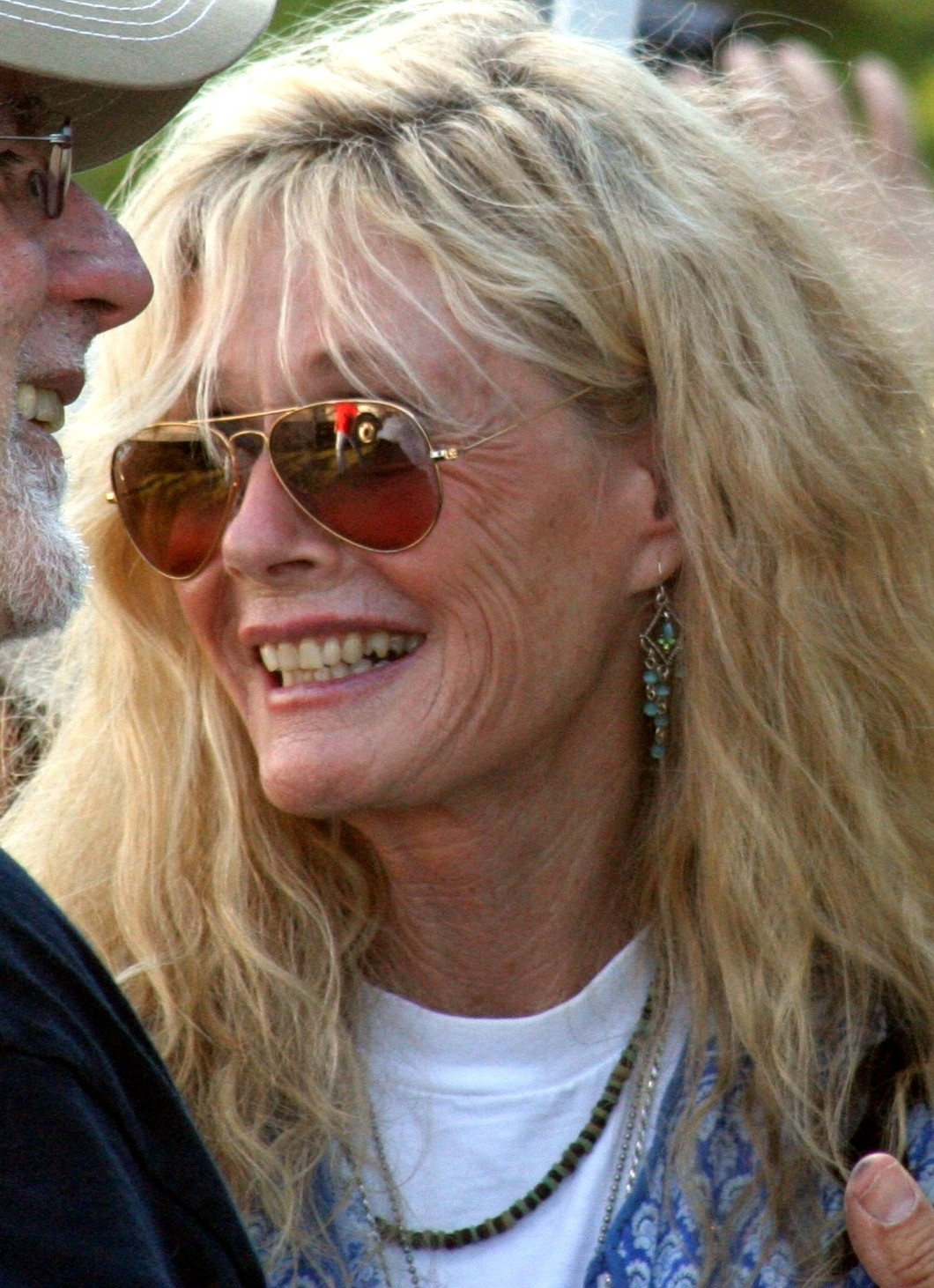
Kim Carnes
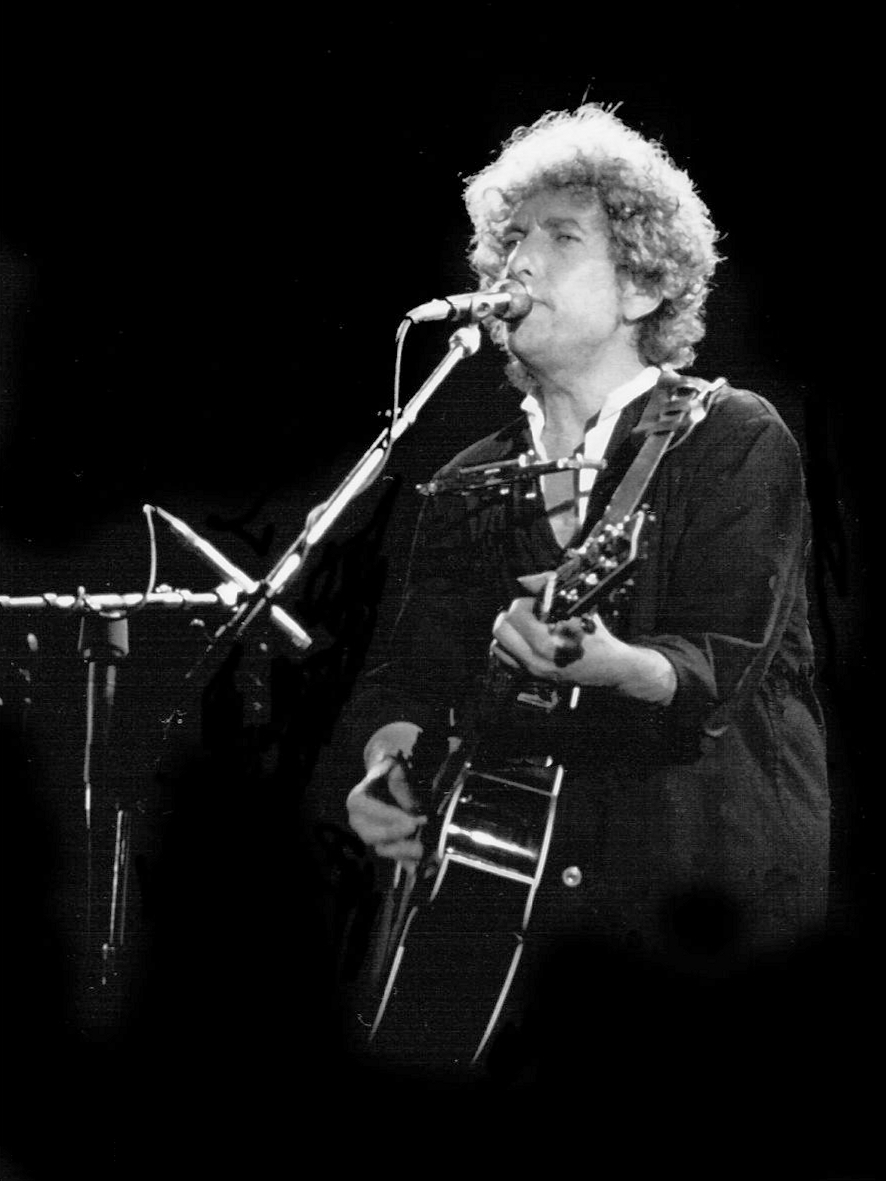
Bob Dylan
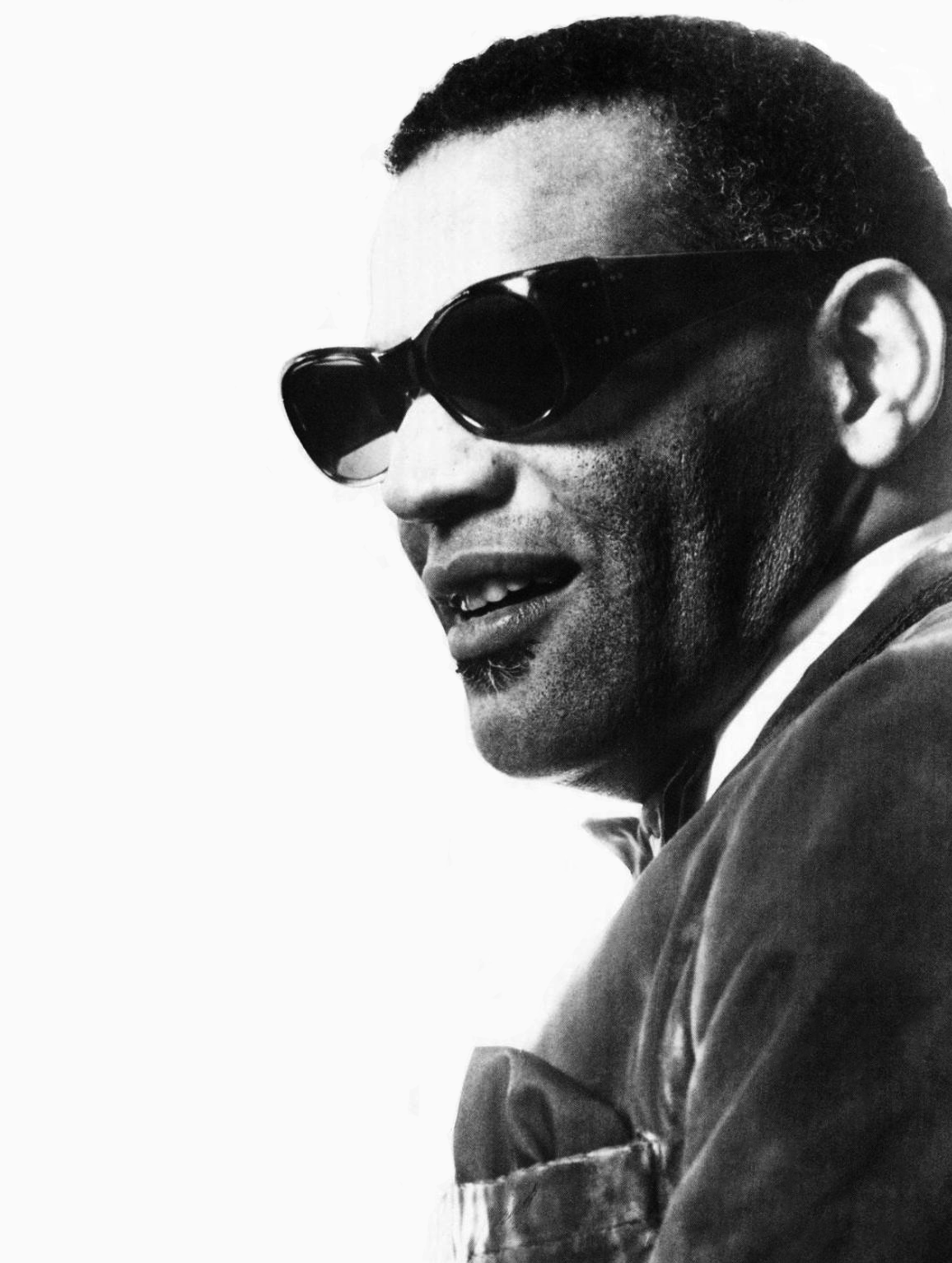
Ray Charles (1930–2004)

### Coro

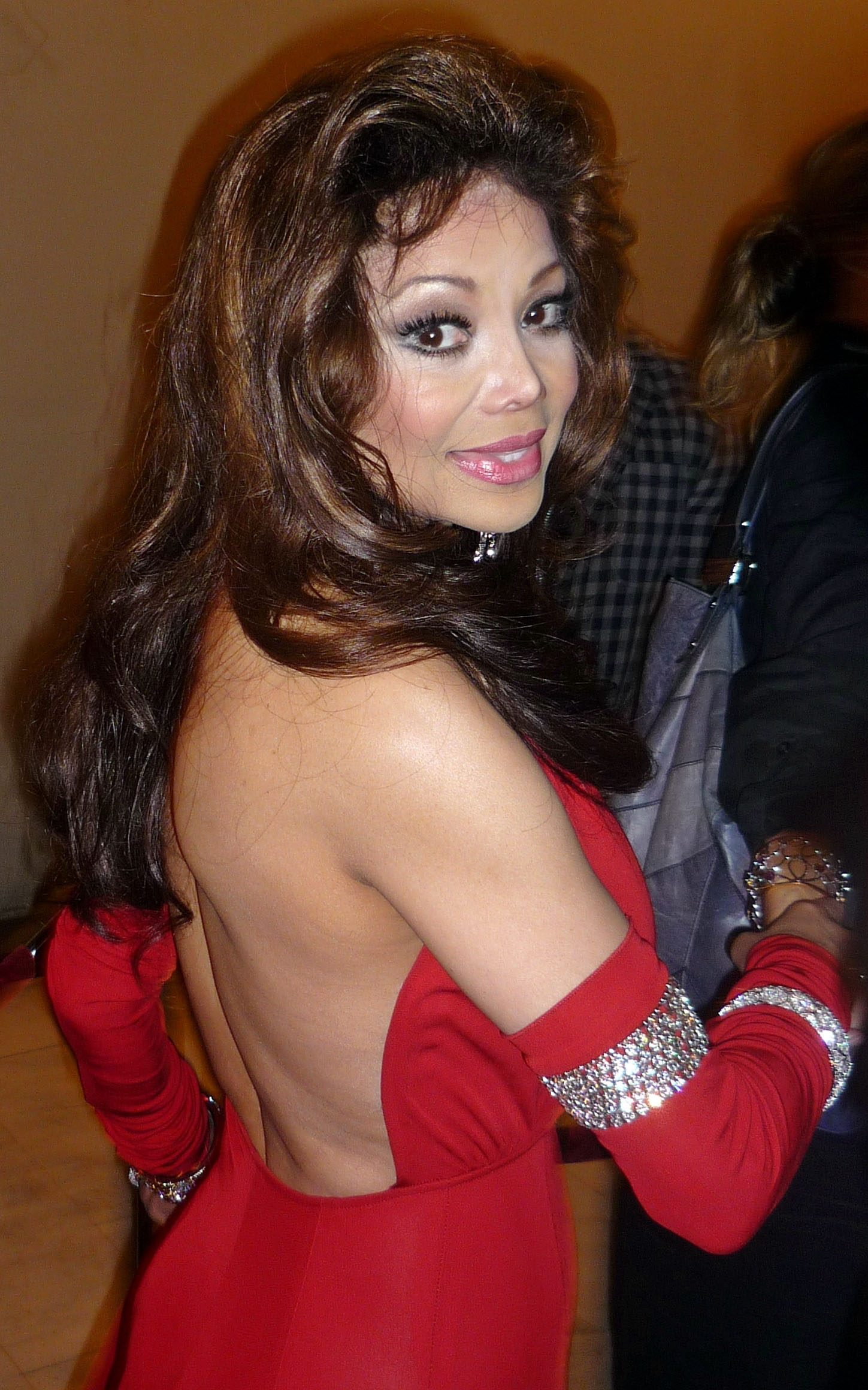
La Toya Jackson
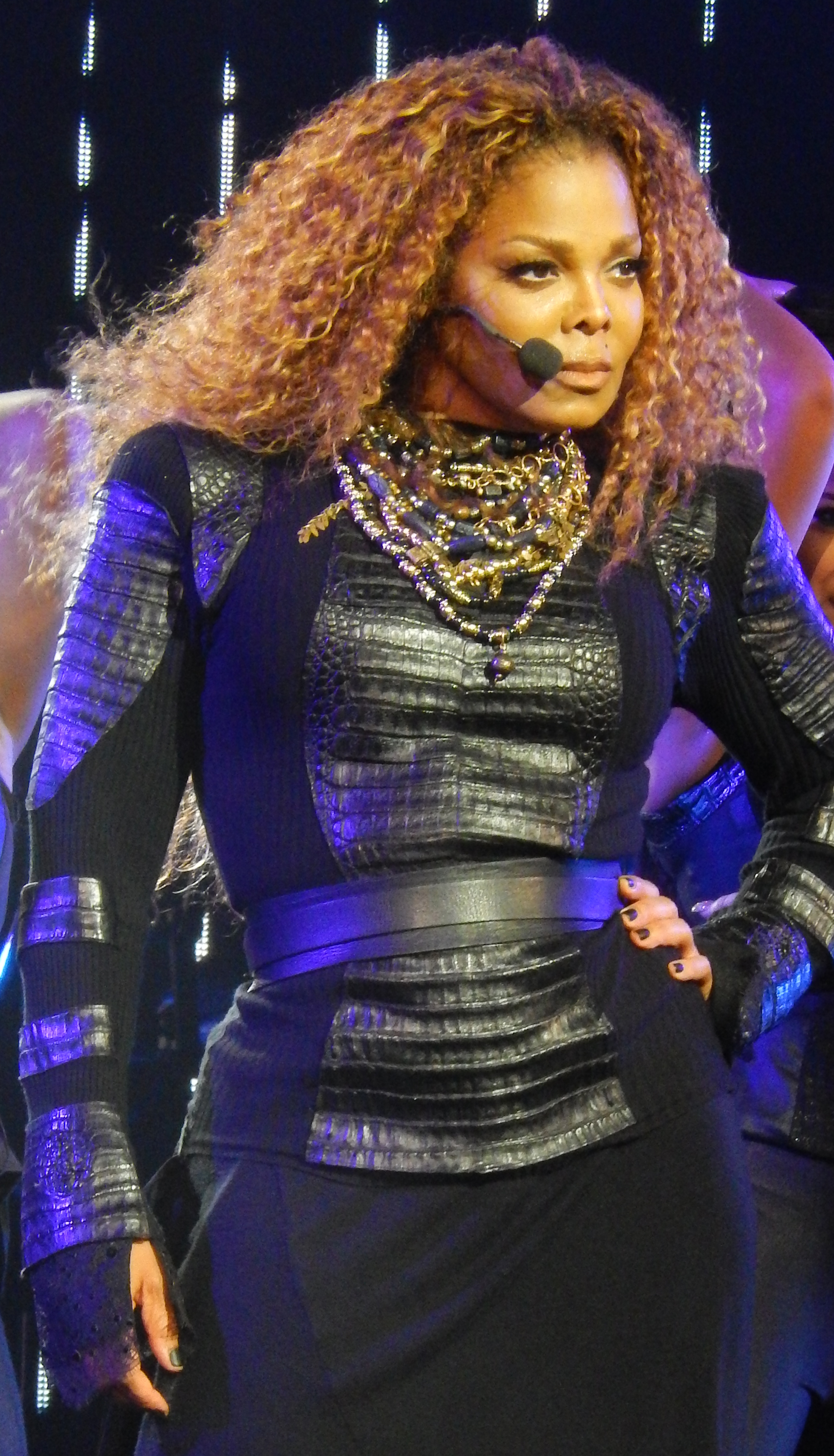
Janet Jackson
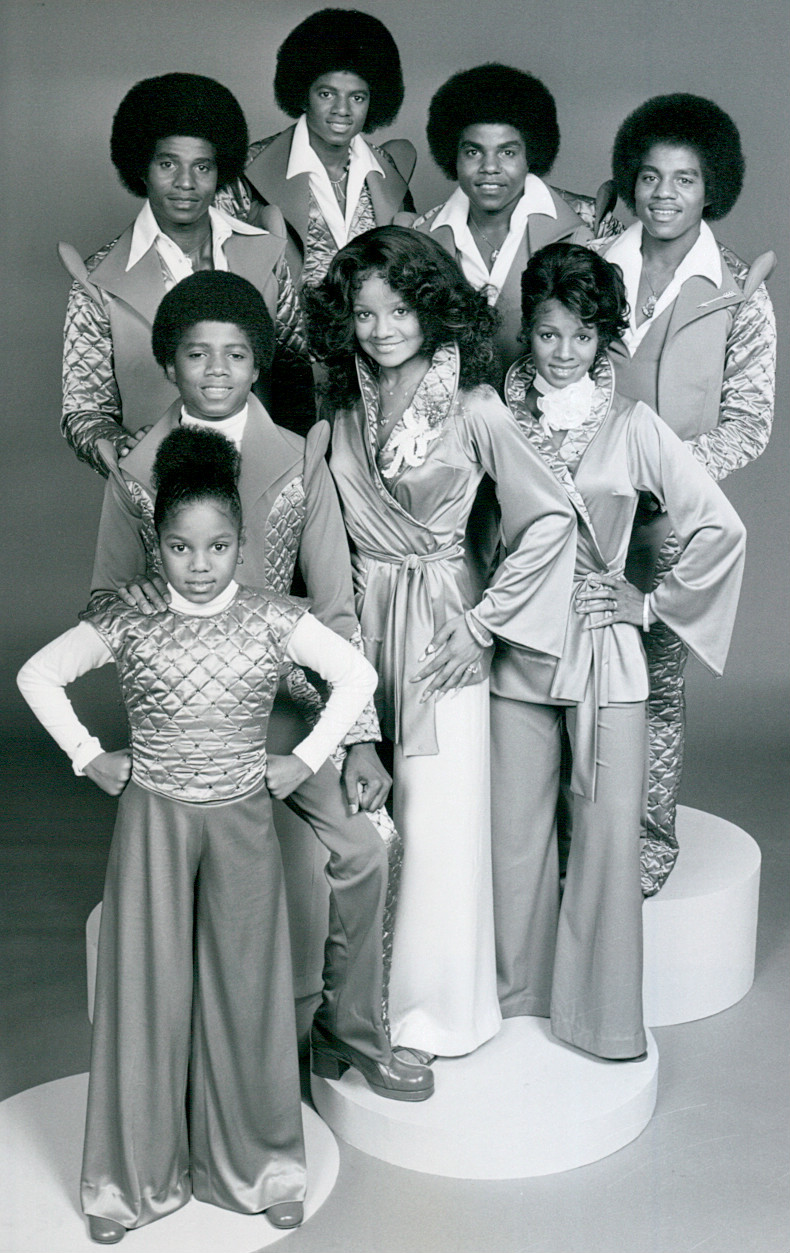
Tito Jackson (1953-2024)
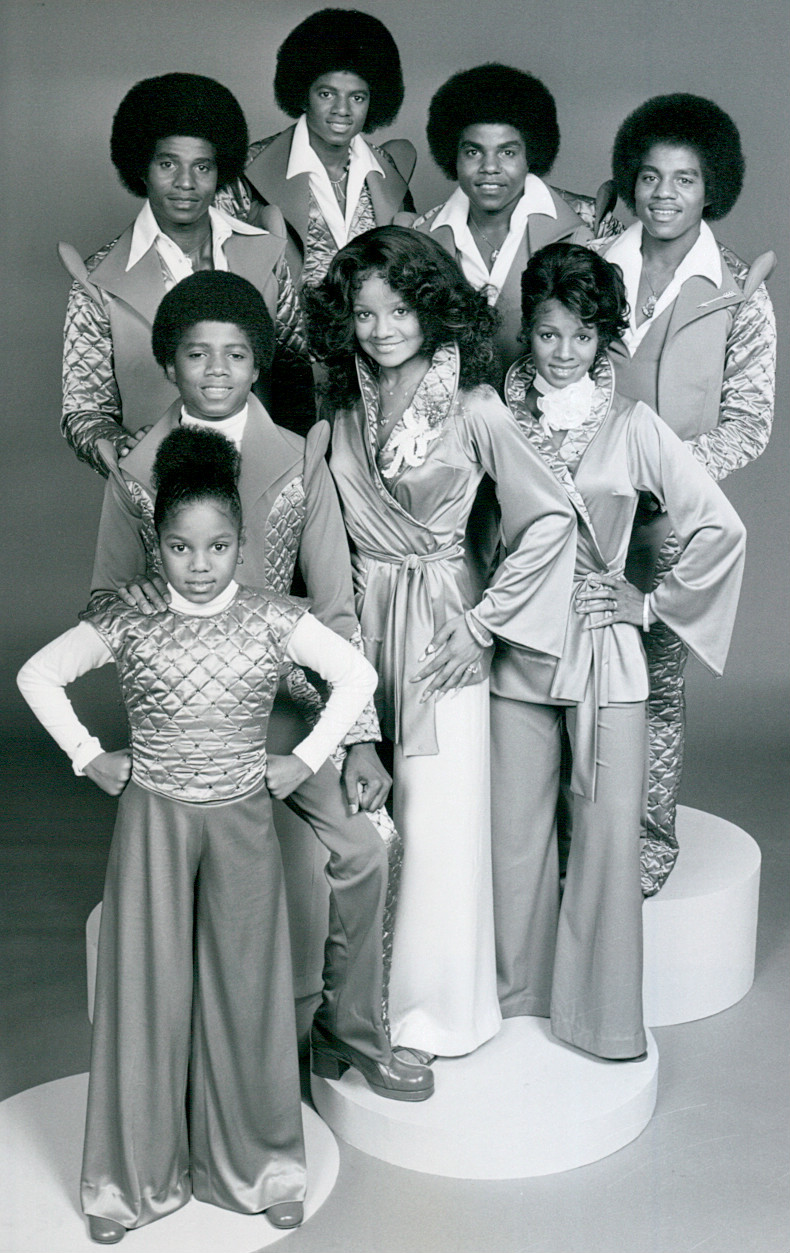
Randy Jackson
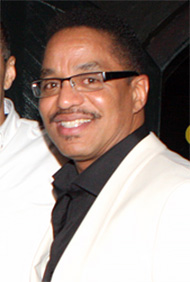
Marlon Jackson
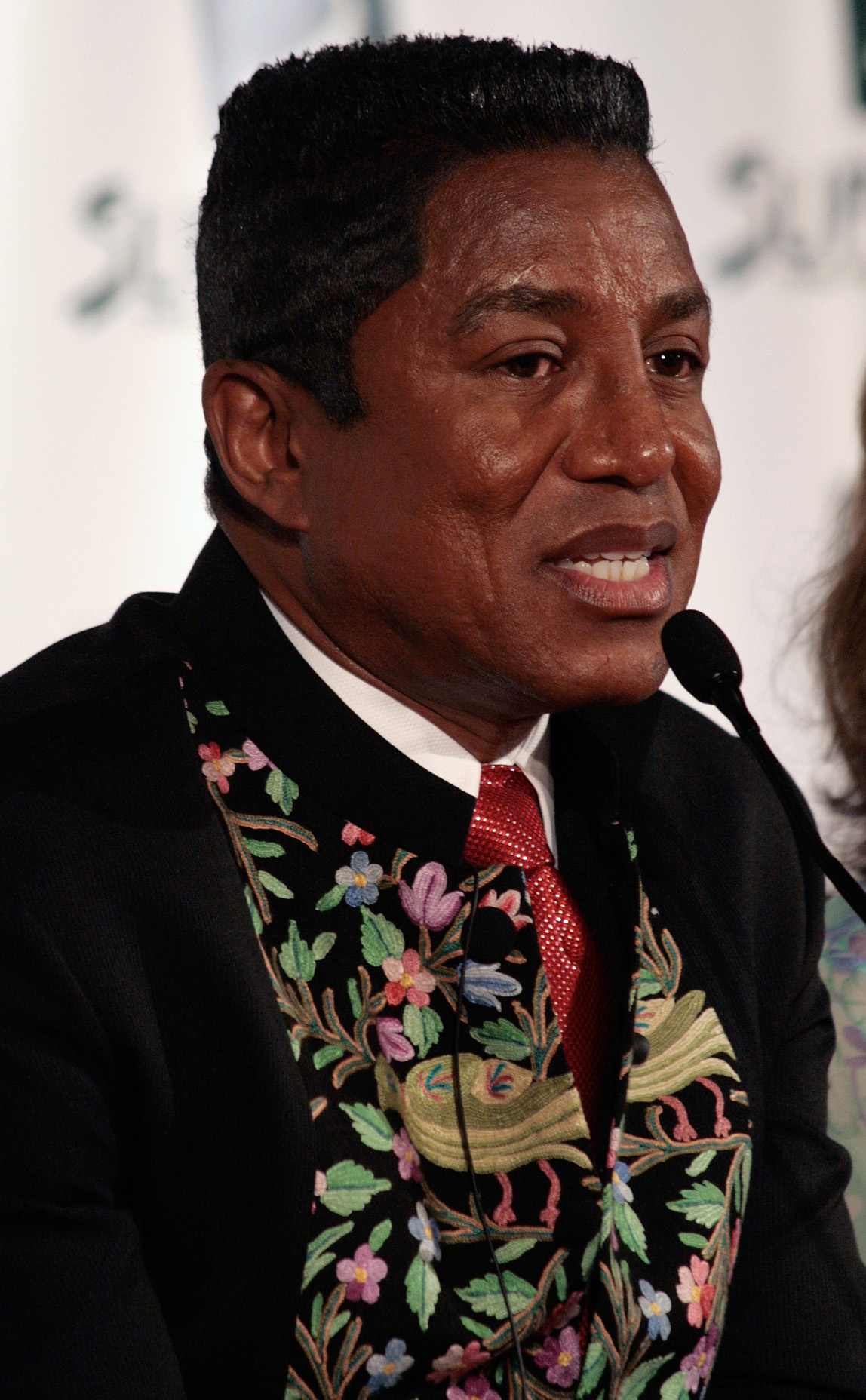
Jermaine Jackson
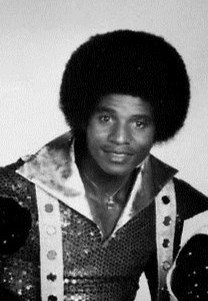
Jackie Jackson
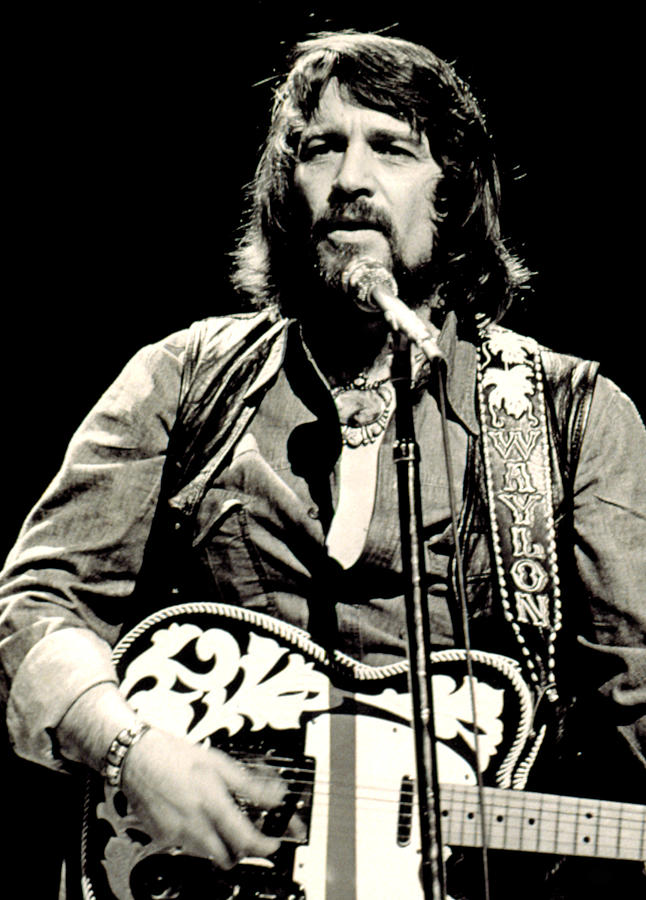
Waylon Jennings (1937–2002)
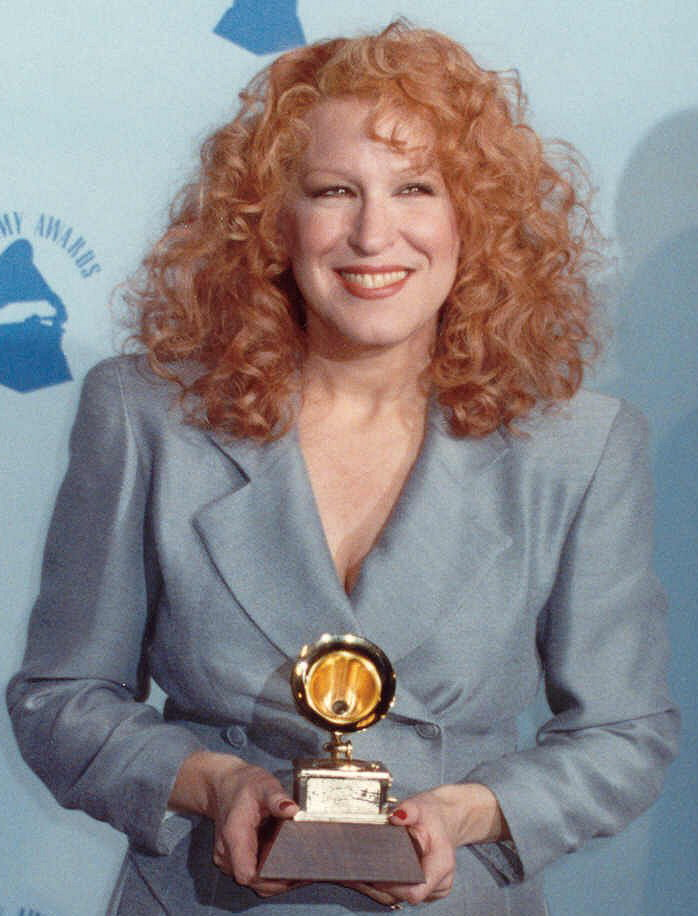
Bette Midler
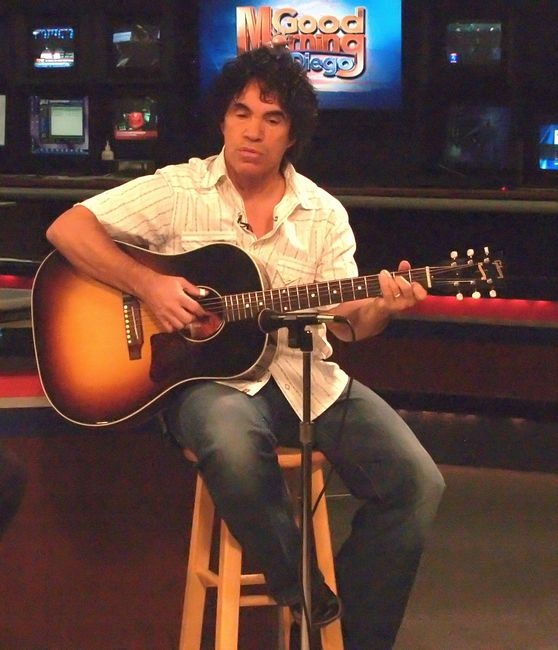
John Oates
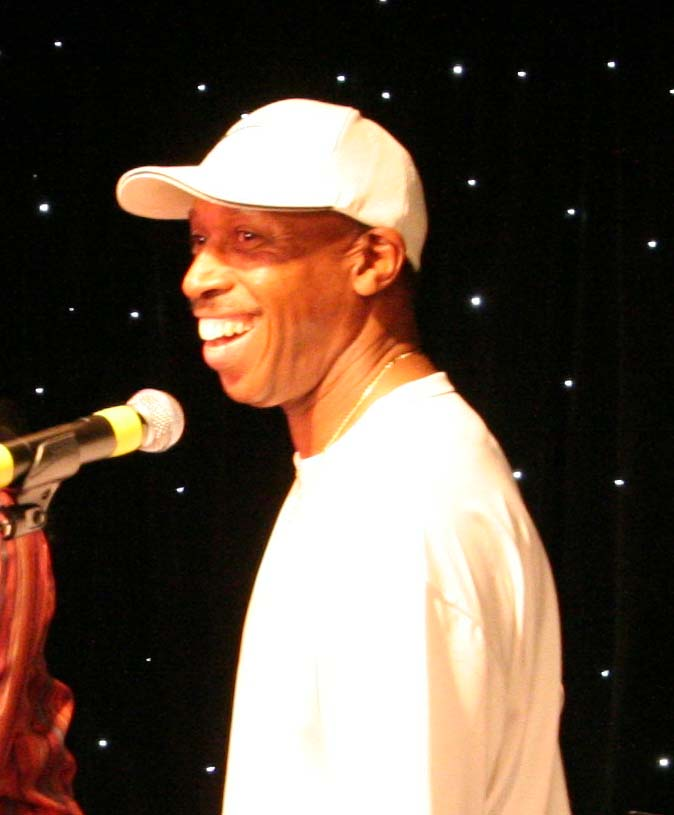
Jeffrey Osborne
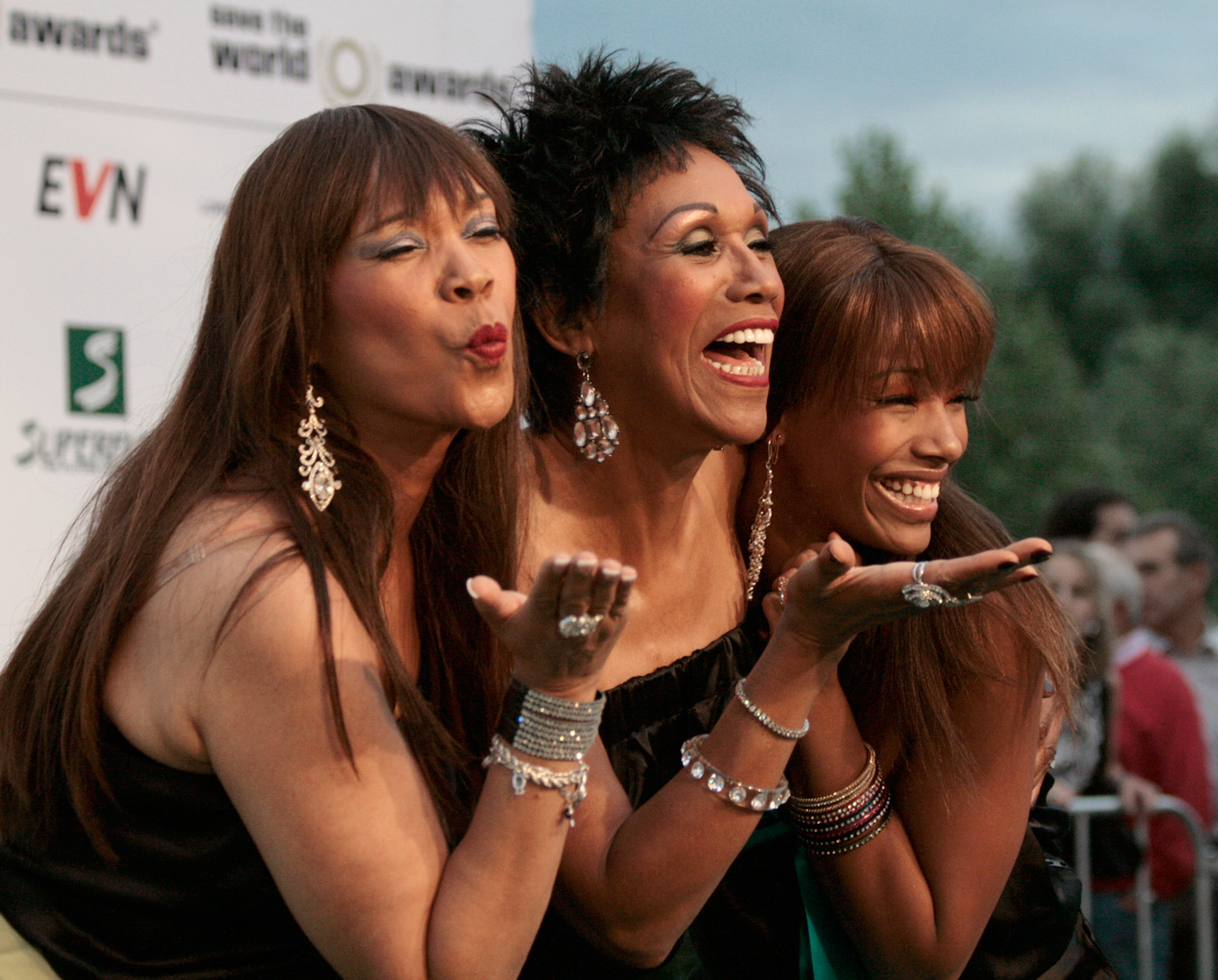
Anita Pointer
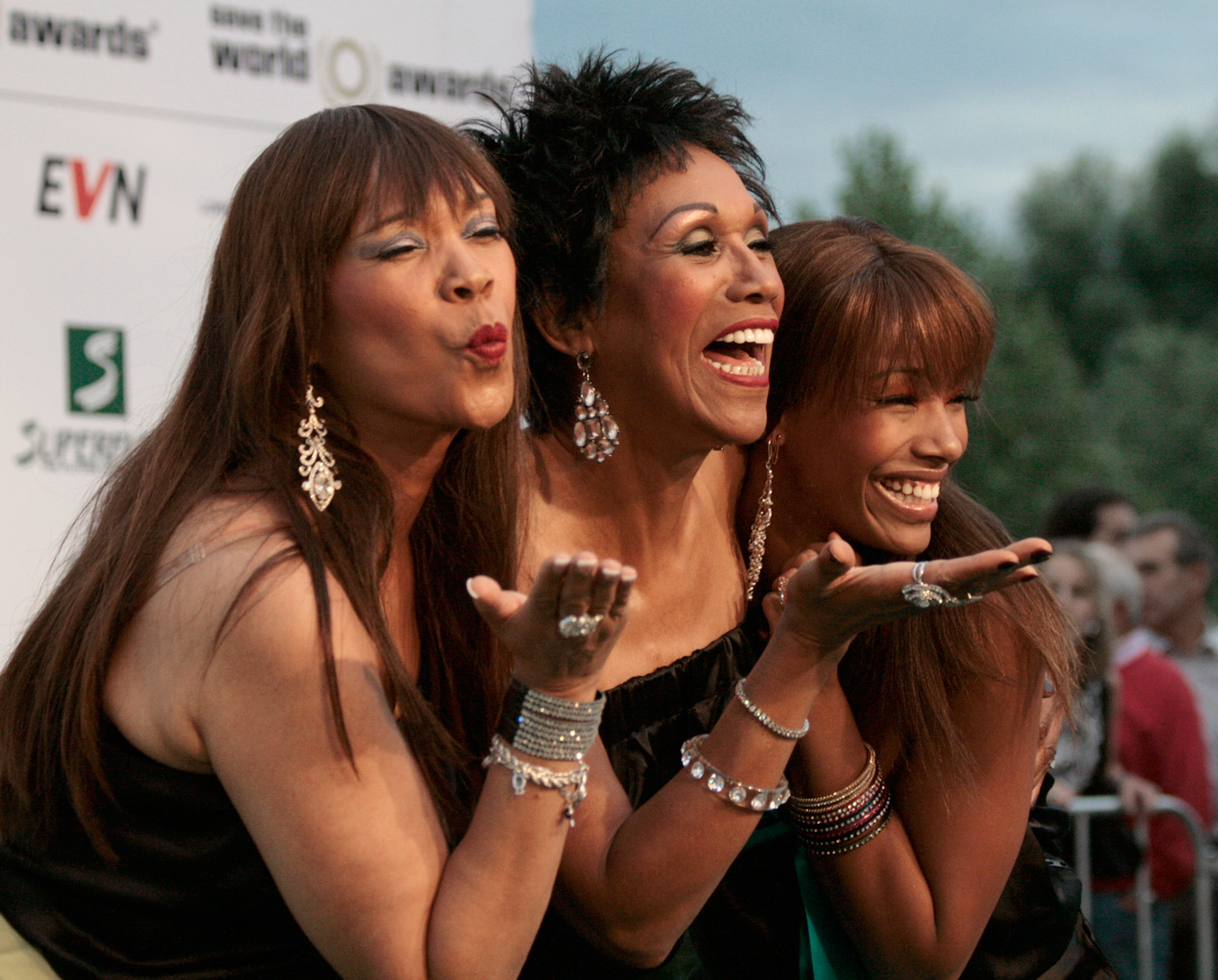
Issa Pointer
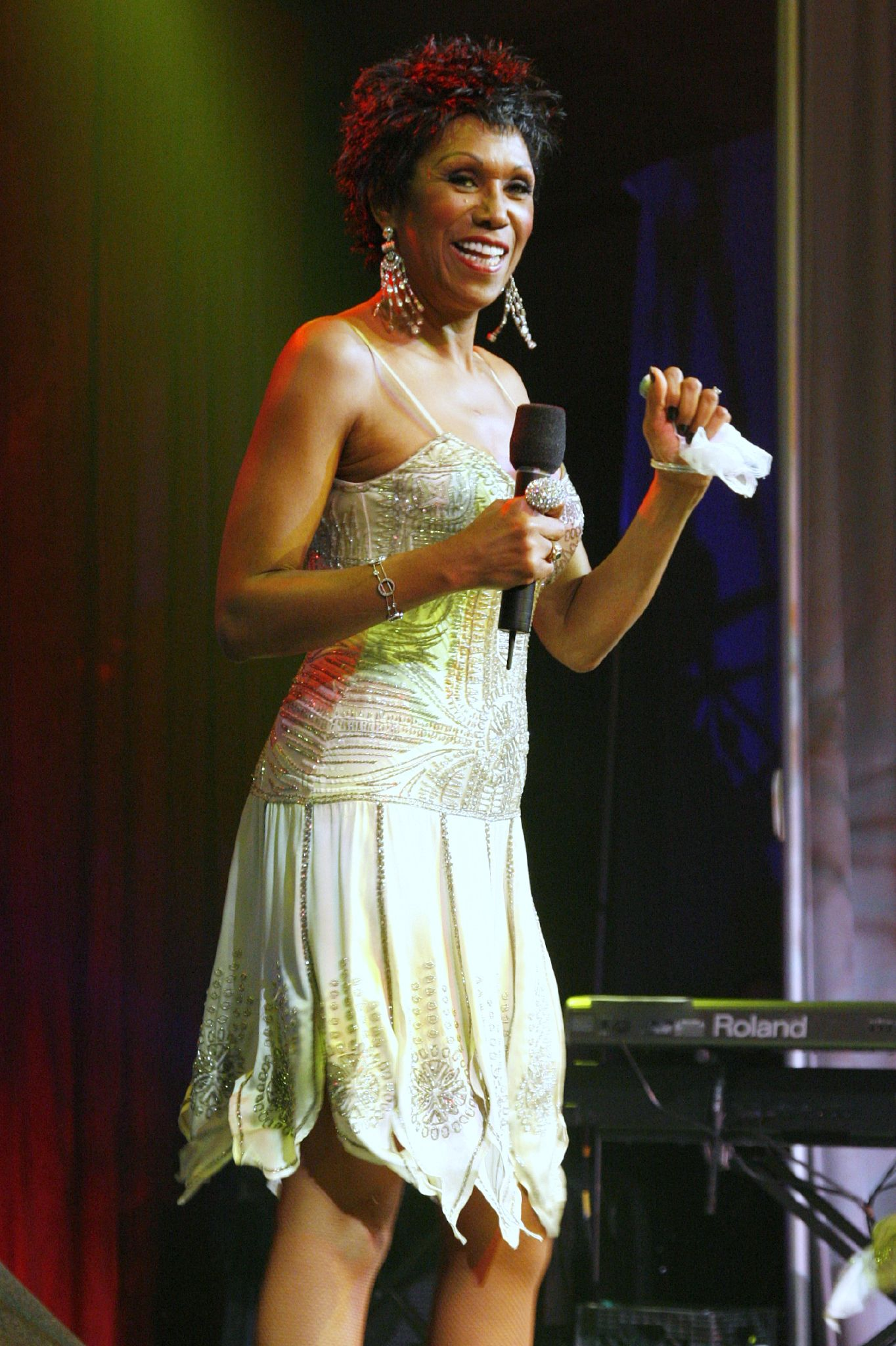
Ruth Pointer
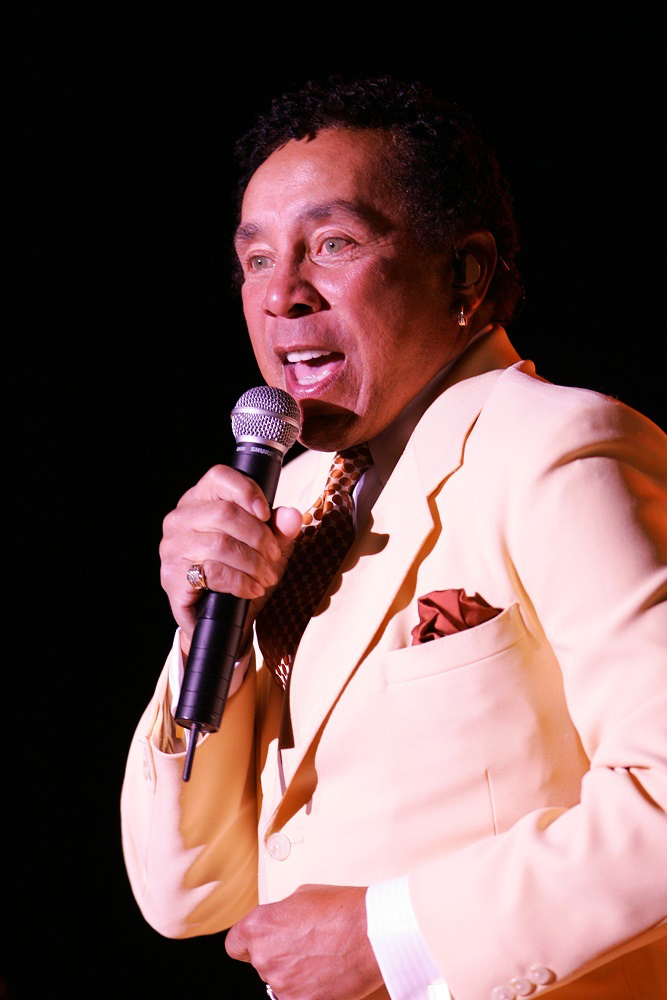
Smokey Robinson
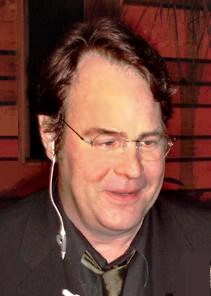
Dan Aykroyd
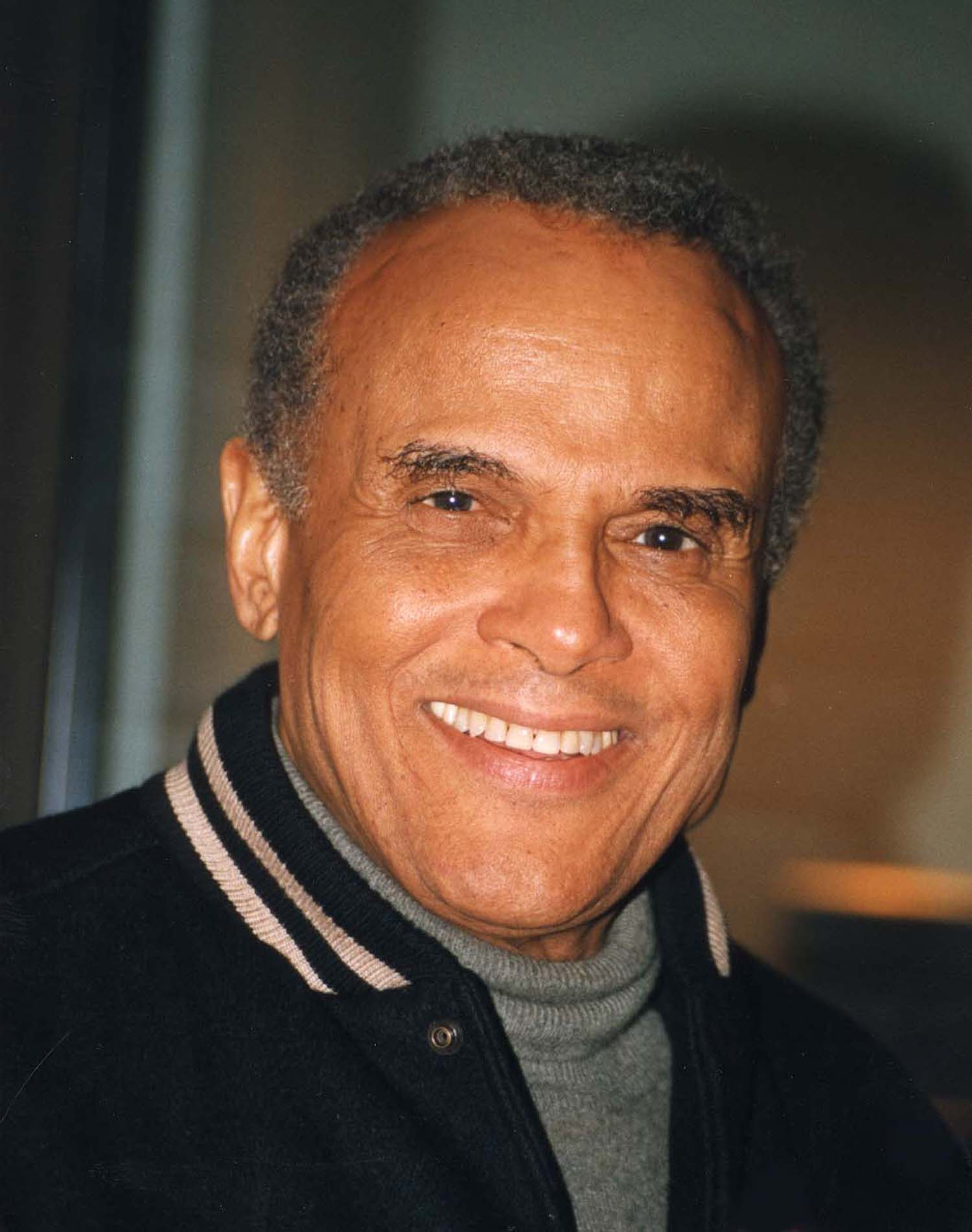
Harry Belafonte (1927-2023)
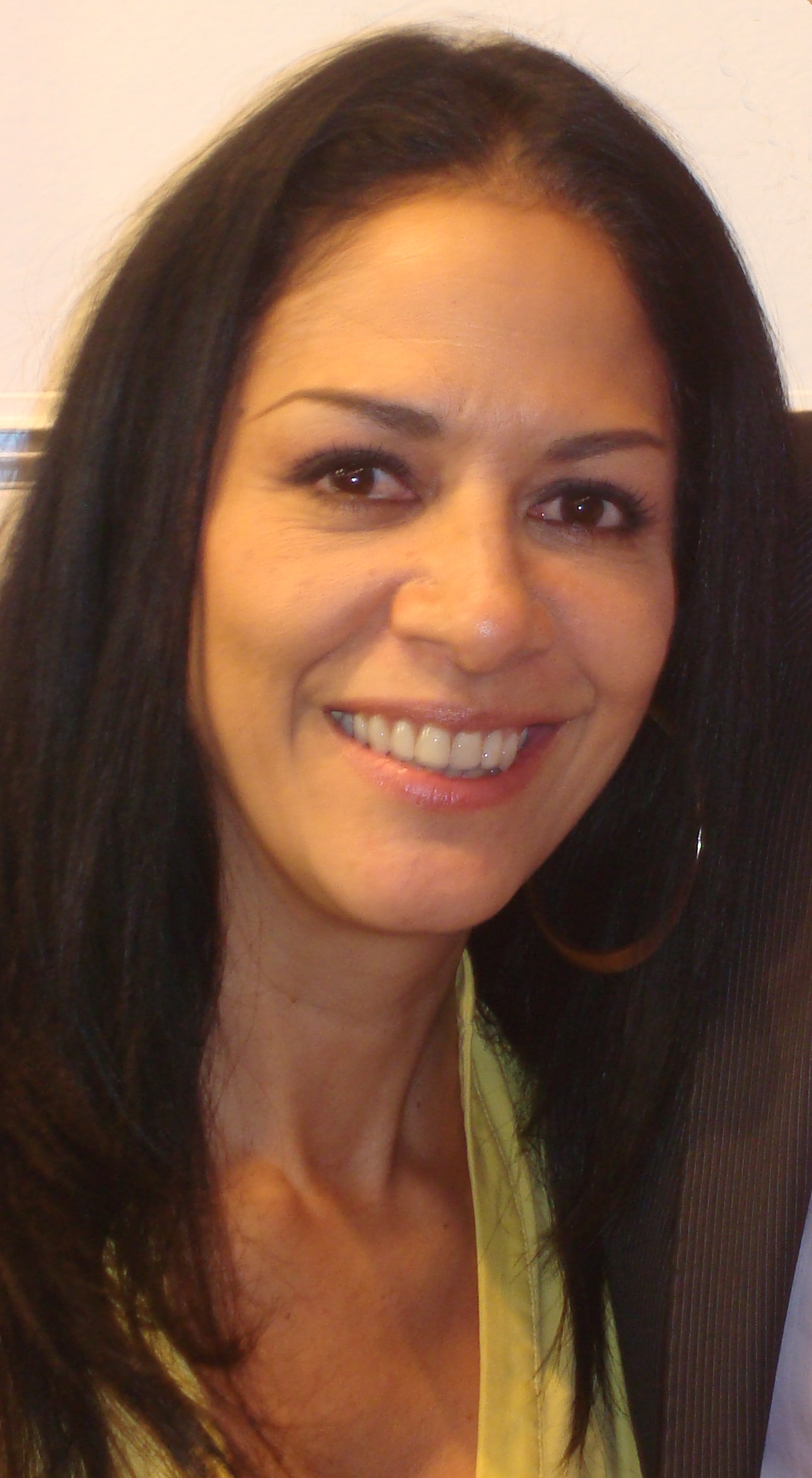
Sheila E.
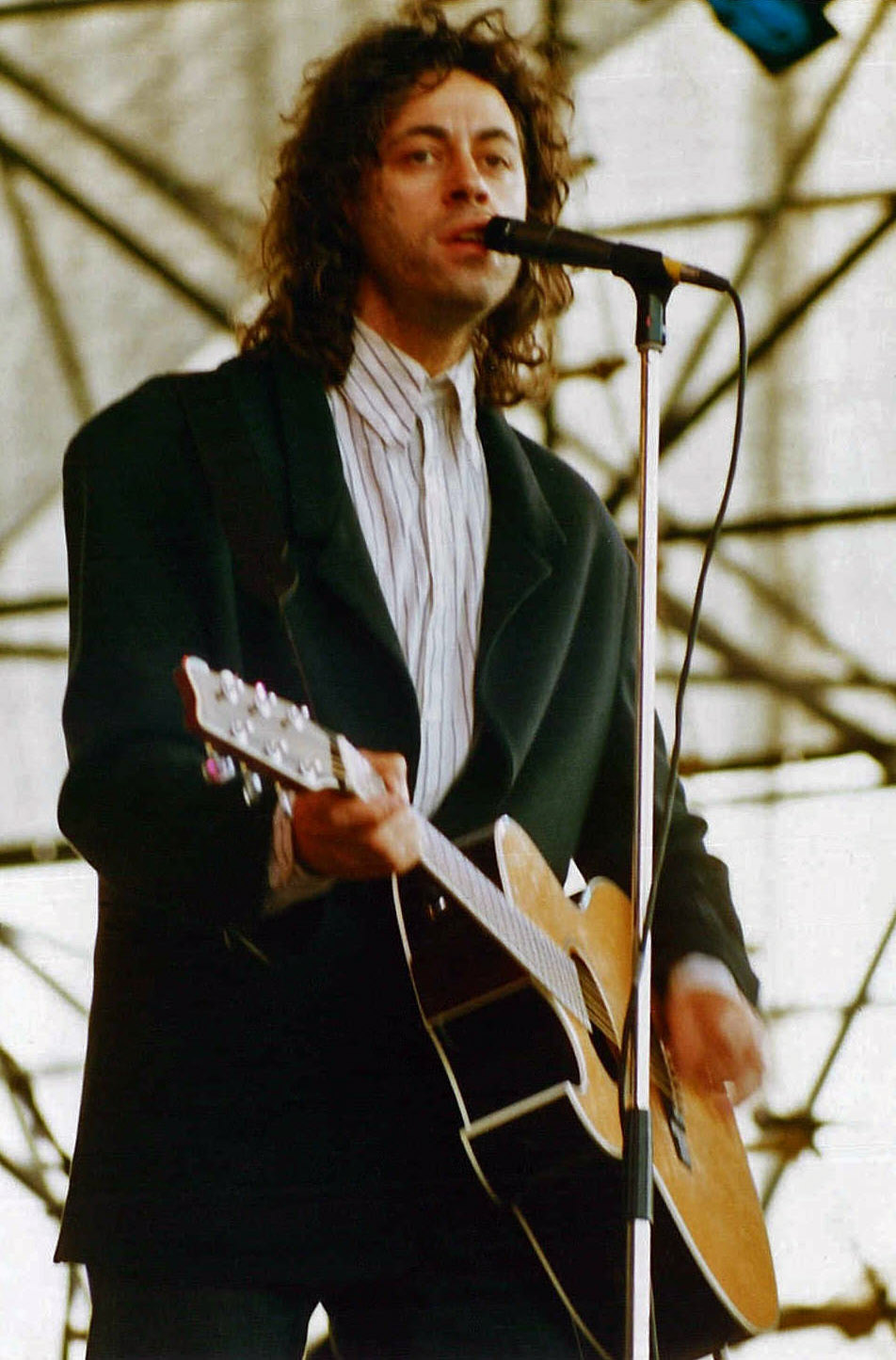
Bob Geldof
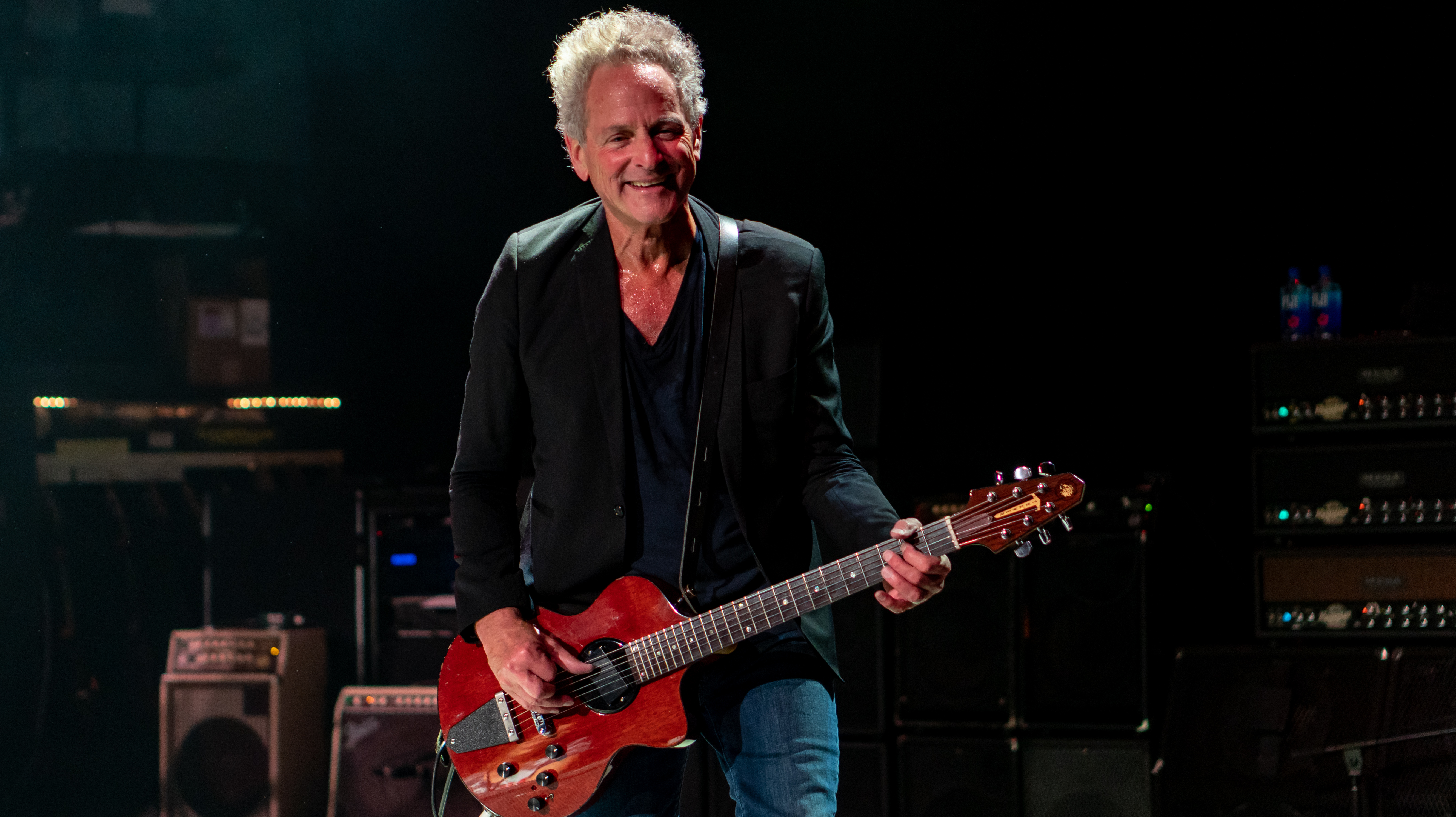
Lindsey Buckingham
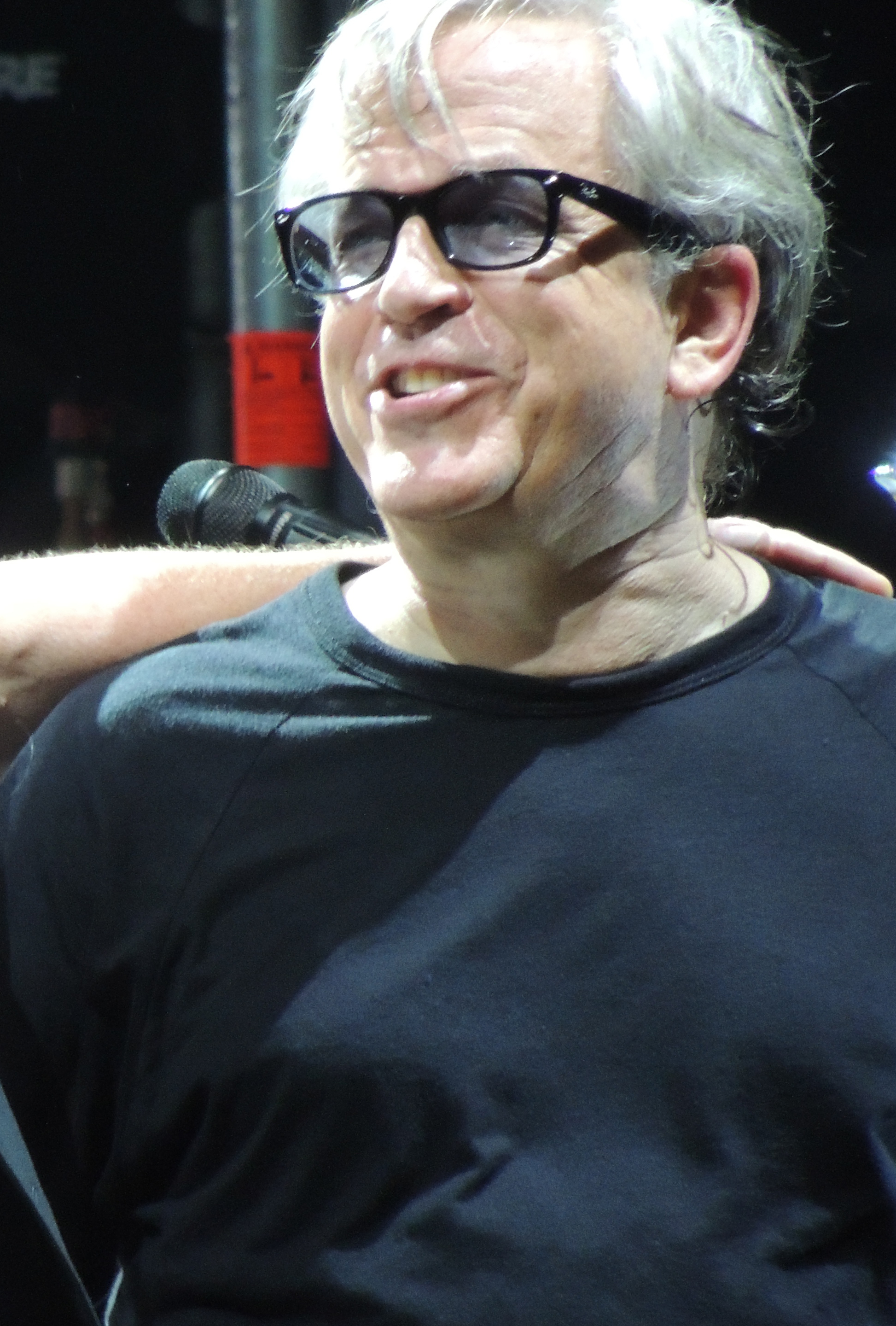
Steve Porcaro

### Orquestra
- David Paich — sintetizador, músico
- Michael Boddicker — sintetizador, programação
- Paulinho da Costa — percussão
- Louis Johnson — baixo (1955–2015)
- Michael Omartian — teclado
- Greg Phillinganes — teclado
- John Robinson — bateria

## Faixas
Single
1. "We Are the World" (USA for Africa) – 7:14
2. "Grace" (Quincy Jones) – 4:56